# Ewolucja biologiczna
Ewolucja biologiczna, ewolucja organiczna – zmiany cech całych grup organizmów następujące z biegiem pokoleń. Procesy ewolucyjne powodują powstawanie bioróżnorodności na każdym poziomie organizacji biologicznej, w tym na poziomie gatunku, osobniczym i molekularnym. W połowie XIX stulecia Charles Darwin sformułował teorię naukową ewolucji poprzez dobór naturalny, a odkrycie opublikował w monografii O powstawaniu gatunków (1859).
Całe obecne życie na Ziemi pochodzi od wspólnego przodka. Ostatni uniwersalny wspólny przodek, czyli ostatni wspólny przodek wszystkich dzisiejszych organizmów żywych, żył około 3,5–3,8 miliarda lat temu, aczkolwiek w 2015 opisano szczątki mogące stanowić pozostałości życia sprzed 4,1 miliarda lat w skałach Australii Zachodniej.
Powtarzające się powstawanie nowych gatunków (specjacja), zmiany w obrębie gatunków (anageneza) i wymieranie gatunków w obrębie historii życia na Ziemi demonstrowane są przez zespół wspólnych cech morfologicznych i biochemicznych, w tym sekwencje DNA. Większe podobieństwo wspólnych cech obserwuje się u gatunków dzielących ze sobą późniejszego ostatniego wspólnego przodka, co może służyć rekonstrukcji biologicznego drzewa życia, bazującego na pokrewieństwie ewolucyjnym (filogenetyka), z wykorzystaniem zarówno gatunków współczesnych, jak i kopalnych. Zapis kopalny obrazuje progresję od wczesnego biogennego grafitu przez maty mikrobowe do skamieniałych organizmów wielokomórkowych. Istniejące wzorce bioróżnorodności wytworzyły się z udziałem specjacji i wymierań. Powyżej 99% wszystkich gatunków, jakie kiedykolwiek żyły na Ziemi, wyginęło. Obecnie Ziemię zamieszkują organizmy należące do 10–14 milionów gatunków, z których do tej pory opisano 1,2 miliona.
Ewolucja zachodząca poprzez dobór naturalny uwidacznia się w obserwacji, zgodnie z którą organizmy wydają na świat więcej potomstwa niż może przetrwać, w połączeniu z trzema faktami dotyczącymi populacji: 1) osobniki różnią się cechami morfologicznymi, fizjologicznymi i zachowaniem (wariancja fenotypowa), 2) różne cechy wiążą się z różną zdolnością do przetrwania i reprodukcji (różne dostosowanie), 3) cechy mogą być przekazywane z pokolenia na pokolenie (dziedziczność dostosowania). W kolejnych pokoleniach członkowie danej populacji zastępowani są przez potomstwo rodziców lepiej zaadaptowanych do przetrwania i rozrodu w danym środowisku, w którym zachodzi dobór naturalny. W tej teleonomii chodzi o tworzenie i zachowywanie cech dostosowanych do funkcji, które wypełniają. Dobór naturalny stanowi jedyną znaną przyczynę powstawania adaptacji, ale nie jedyną przyczynę ewolucji. Inne, nieadaptacyjne procesy ewolucyjne obejmują mutacje, dryf genetyczny i przepływ genów na skutek migracji.
Na początku XX wieku powstała współczesna synteza ewolucyjna, integrująca klasyczną genetykę z darwinowską teorią ewolucji dzięki osiągnięciom genetyki populacyjnej. Wagę doboru naturalnego jako przyczyny ewolucji zaakceptowano w innych dziedzinach biologii. Co więcej, niegdyś uznawane poglądy na ewolucję, jak ortogeneza, XIX-wieczny ewolucjonizm czy inne poglądy dotyczące wrodzonego postępu w wielkoskalowych procesach ewolucyjnych przeszły do historii. Naukowcy kontynuują badania różnych aspektów biologii ewolucyjnej przez formułowanie i testowanie hipotez, tworząc modele matematyczne biologii teoretycznej i teorie biologiczne, wykorzystując dane obserwacyjne i przeprowadzając doświadczenia w naturalnym środowisku i w laboratorium.
W sensie zastosowań praktycznych zrozumienie ewolucji wykorzystano na wielu polach nauki i przemysłu, włączając w to rolnictwo, medycynę człowieka i innych zwierząt oraz nauki o życiu w ogólności . Odkrycia w biologii ewolucyjnej wywarły znaczny wpływ nie tylko na tradycyjne dziedziny biologii, ale również na inne dyscypliny akademickie, jak antropologia biologiczna czy psychologia ewolucyjna. Obliczenia ewolucyjne, dział badań sztucznej inteligencji, stosuje zasady Darwina do rozwiązywania problemów informatycznych.

## Historia myśli ewolucyjnej

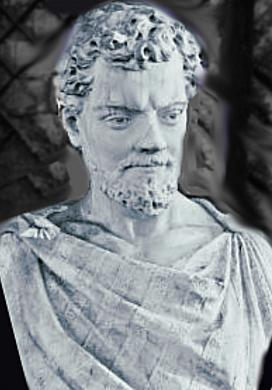
Lukrecjusz

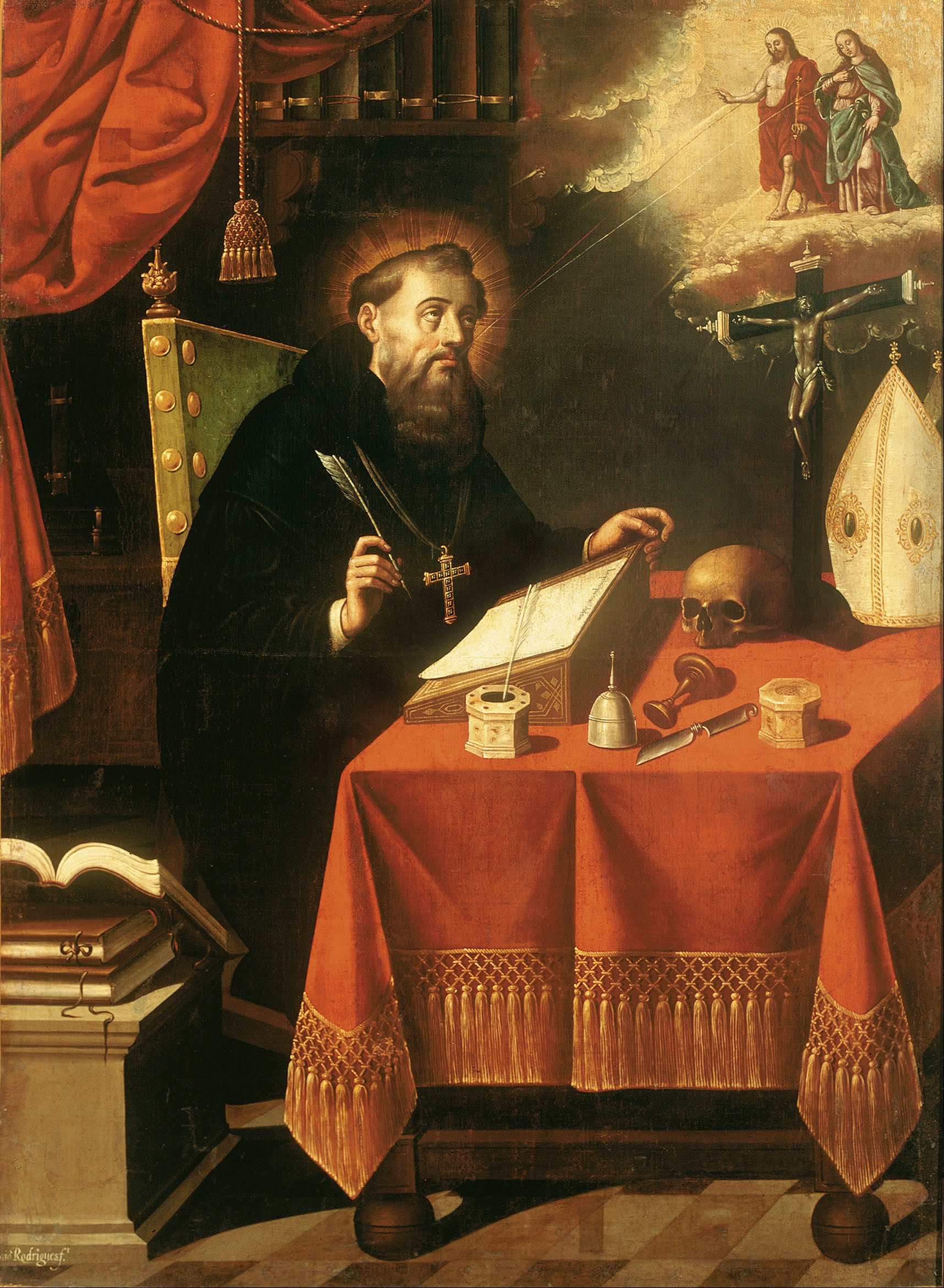
Święty Aureliusz Augustyn z Hippony

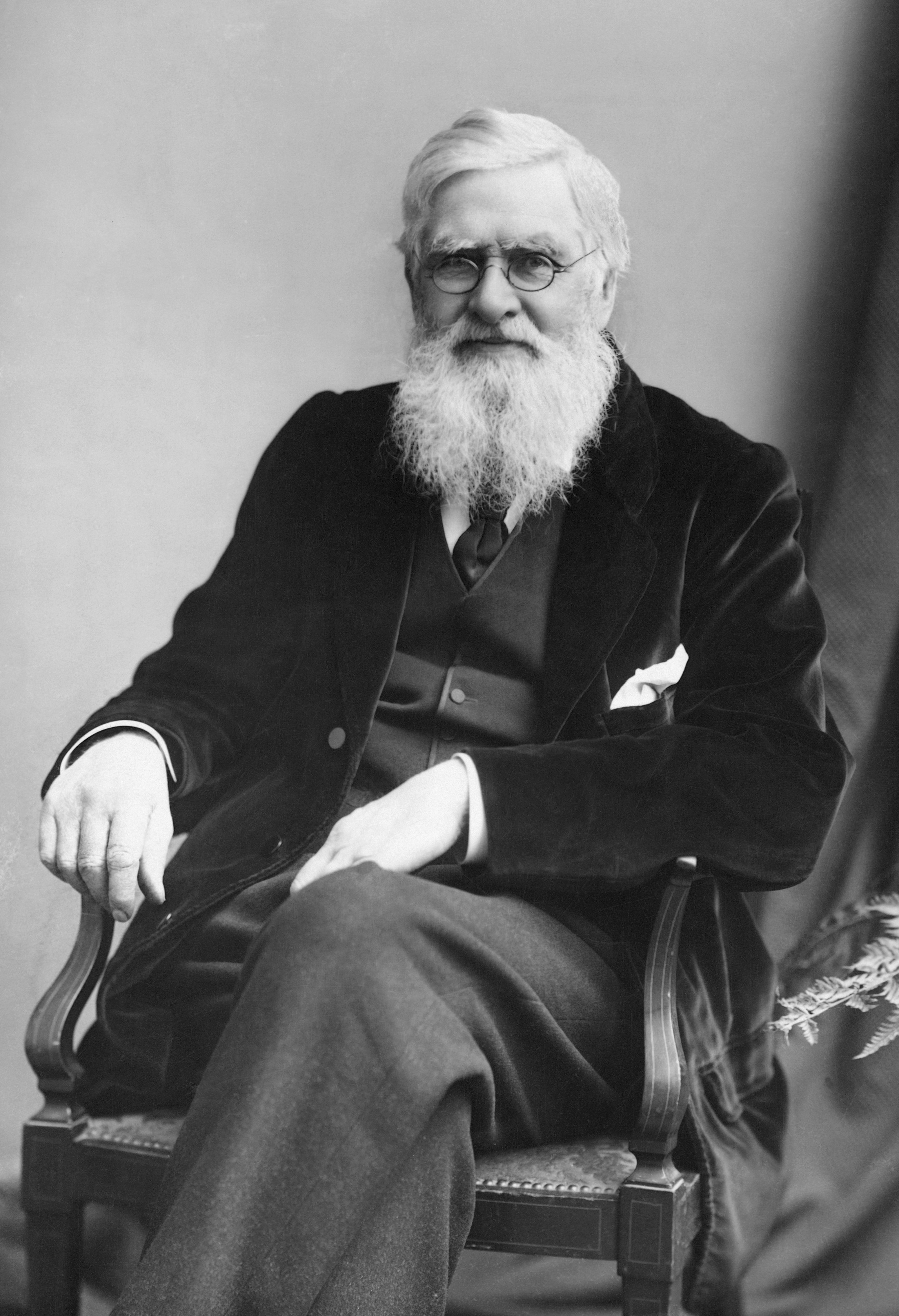
Alfred Russel Wallace

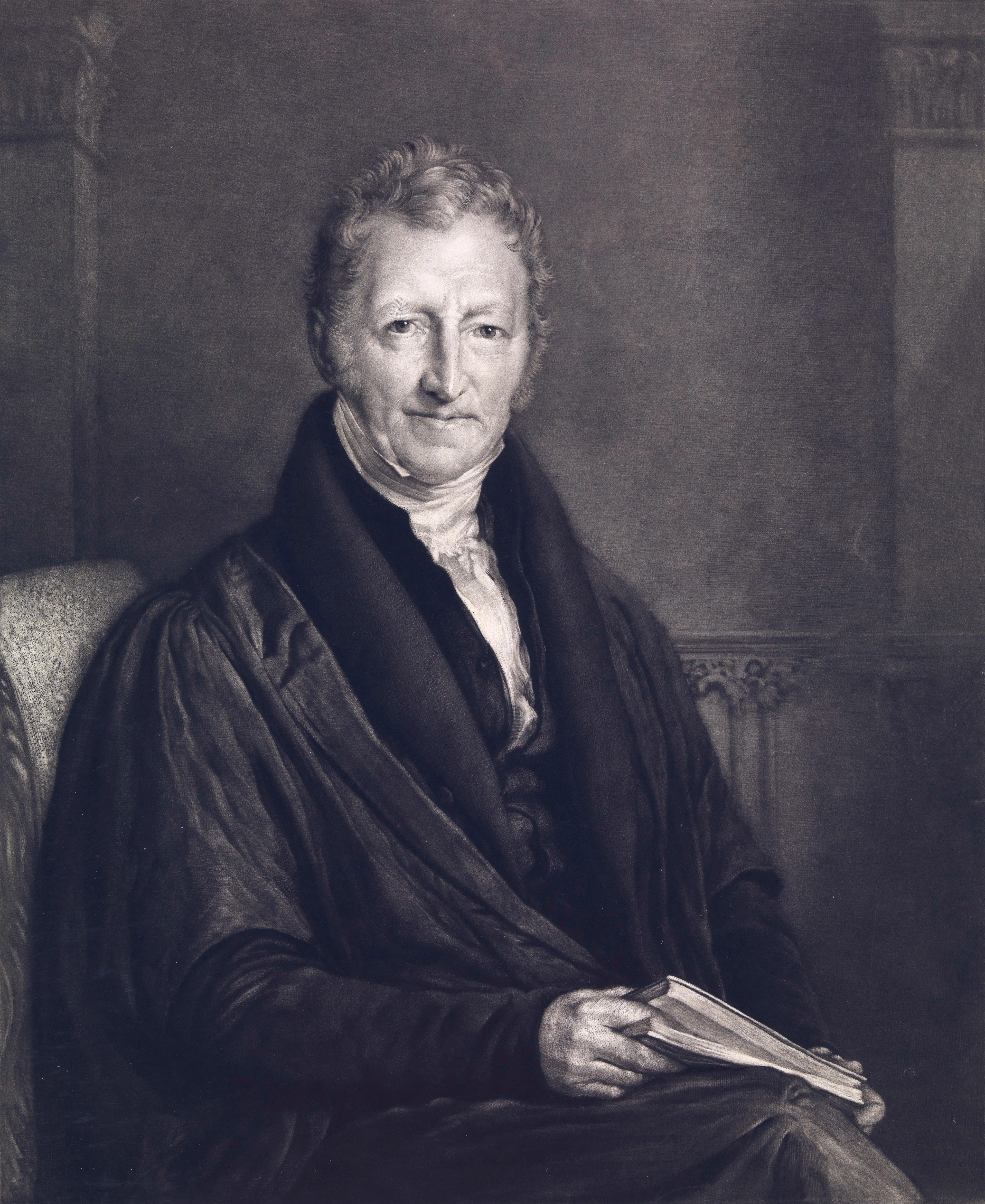
Thomas Malthus

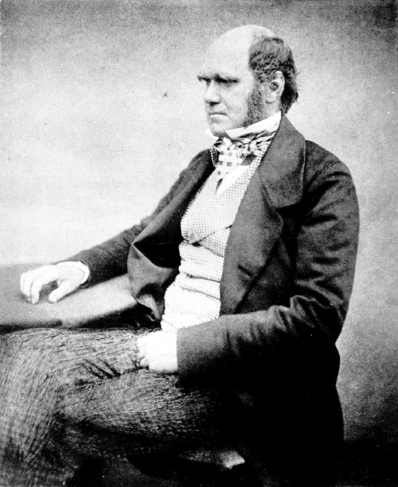
Charles Darwin

Pomysł, jakoby organizmy jednego rodzaju mogły pochodzić od organizmów innego rodzaju, zaświtał jeszcze w filozofii przedsokratejskiej w starożytnej Grecji, u myślicieli takich, jak Anaksymander czy Empedokles. Poglądy takie przetrwały do czasów rzymskich. Poeta i filozof Lukrecjusz poparł Empedoklesa w swym dziele De rerum natura (O naturze rzeczy). W przeciwieństwie do tych materialistycznych poglądów Arystoteles rozumiał wszystkie rzeczy materialne, nie tylko istoty żywe, jako niedoskonałe aktualizacje różnych ustalonych możliwości natury, co do których używał terminów forma, idea czy gatunek. Wchodziło to w skład jego teleologicznego rozumienia natury, w której każda rzecz ma do odegrania swoją rolę w boskim, kosmicznym porządku. Modyfikacje tego poglądu stały się standardowym rozumieniem świata w średniowieczu, ulegając integracji z nauką chrześcijańską. Jednak Arystoteles nie żądał, by każdy realny typ organizmu żywego zawsze korespondował jeden do jednego z metafizyczną formą, dawał przykłady, jak mogły powstać nowe rodzaje istot żywych.
Niektórzy badacze uznają, że swoisty pierwowzór teorii Ewolucji powstał na przełomie IV i V wieku ne. i miał być dziełem świętego Aureliusza Augustyna z Hippony. Święty ten uważał, powołując się na staro-łaciński przekład Mądrości Syracha, że Bóg stworzył wszystko jednocześnie, jednak nie wszystko pojawia się w tym samym czasie. Św. Augustyn zapożyczając stoicką doktrynę o „przyczynach zarodkowych”, stwierdził, że Bóg nie wszystko powołał do życia w gotowej postaci, ale w „zarodkach”, które rozwijają się, dopiero gdy powstają do tego dogodne warunki. Św. Augustyn jednak pod określeniem „przyczyny zarodkowe” nie miał na myśli biologicznych zarodków, a filozoficzne zasady określające finalny stan każdego z bytów.
W XVII wieku nowa metoda zastosowana w nauce wskrzesiła dociekania Arystotelesa. Szukano wyjaśnień naturalnych zjawisk w terminach praw fizycznych, takich samych dla wszystkich bytów widzialnych, a nie wymagających istnienia żadnych ustalonych naturalnych kategorii czy boskiego porządku kosmicznego. Jednak to nowe podejście powoli zakorzeniało się w naukach biologicznych, ostatnim bastionie idei ustalonych typów natury. John Ray zastosował jeden z wcześniejszych bardziej ogólnych terminów, gatunek, do typów zwierząt i roślin, jednak rygorystycznie identyfikował każdy typ organizmu żywego z gatunkiem i twierdził, że każdy gatunek można zdefiniować przez cechy utrwalające się z pokolenia na pokolenie .
Inni przyrodnicy tych czasów spekulowali nad ewolucyjnymi zmianami gatunków w czasie zgodnie z prawami natury. W 1751 Pierre Louis Maupertuis napisał o naturalnych modyfikacjach przebiegających podczas rozrodu oraz ich akumulacji na przestrzeni wielu pokoleń prowadzącej do powstania nowego gatunku. Georges-Louis Leclerc zasugerował, że gatunki mogą degenerować w inne organizmy, a Erasmus Darwin zaproponował, że wszystkie zwierzęta ciepłokrwiste mogą pochodzić od pojedynczego mikroorganizmu (bądź „filamentu”). Pierwszy pełnoprawny schemat ewolucji wymyślił Jean-Baptiste Lamarck, tworząc „teorię transmutacji” w 1809 . Przewidywał on spontaniczne powstawanie prostych form życia, które potem rozwijały większą złożoność w równoległych liniach o nieodzownej tendencji do postępu, postulował, że na poziomie lokalnym linie te adaptują się do środowiska przez dziedziczenie zmian spowodowanych przez ich rodziców . Ten ostatni proces nazwano później lamarkizmem . Pomysły te zostały zdyskredytowane przez uznanych przyrodników jako spekulacje bez wsparcia empirycznego. W międzyczasie pomysły dobroczynnego projektu Raya zostały rozwinięte przez Paleya w Natural Theology or Evidences of the Existence and Attributes of the Deity (1802). Zaproponował on złożone adaptacje jako dowód na boski projekt, co spotkało się z podziwem Karola Darwina, w czasie gdy był on studentem Cambridge University .
Kluczowe zerwanie z poglądem o stałych klasach typologicznych bądź typach w biologii przyniosła teoria ewolucji poprzez dobór naturalny, sformułowana przez Karola Darwina w kategoriach zmiennych populacji. Na Darwina częściowo wpłynął An Essay on the Principle of Population z 1798 Thomasa Roberta Malthusa. Darwin zauważył, że wzrost populacji będzie prowadzić do walki o byt, w której korzystne warianty będą przeważały nad niekorzystnymi, które będą ginęły. W każdym pokoleniu wielu spośród potomstwa nie uda się przetrwać do wieku rozrodczego z powodu ograniczonych zasobów. To może wyjaśnić różnorodność roślin i zwierząt pochodzących od wspólnego przodka dzięki działaniu praw oddziaływających w ten sam sposób na wszystkie organizmy. Darwin w 1832 rozpoczął obserwacje podczas trwającej 5 lat podróży na statku Beagle. W 1837 zaczął spisywać swe rozważania na temat przemiany gatunków. Swe wnioski zaprezentował w 1844 Lyellowi i Hookerowi. W 1858 otrzymał szkic pracy Alfreda Wallace’a. Praca tego badacza Archipelagu Malajskiego również opisywała dobór naturalny. Obie prace zostały przedstawione tego samego dnia, 1 lipca 1858, Towarzystwu Linneuszowskiemu w Londynie, co miało wyeliminować problem pierwszeństwa. Pod koniec 1859 Darwin opublikował On the Origin of Species, wyjaśniając szczegółowo dobór naturalny w sposób, który zapewnił mu szeroką akceptację poglądu ewolucyjnego. Thomas Henry Huxley zastosował pogląd Darwina do człowieka. Wykorzystał paleontologię i anatomię porównawczą w dowodzeniu pochodzenia człowieka i małp człekokształtnych od wspólnego przodka. Niektórych myśl ta wzburzyła, gdyż przeczyła szczególnemu miejscu człowieka we Wszechświecie.
Dokładny mechanizm dziedziczności i pochodzenia nowych cech pozostawały zagadką. W związku z tym Darwin stworzył prowizoryczną hipotezę pangenezy. W 1865 Gregor Mendel zauważył, że dziedziczenie cech przebiega w przewidywalny sposób, odkrywając niezależną segregację elementów dziedziczności (później nazwanych genami). Prawa Mendla ostatecznie wyparły darwinowską hipotezę pangenezy. August Weismann dokonał ważnego rozróżnienia pomiędzy komórkami linii rozrodczej, z których powstają gamety (komórki jajowe i plemniki) oraz komórkami somatycznymi, budującymi ciało. Dziedziczność dotyczy jedynie komórek linii płciowych. Hugo de Vries połączył darwinowską pangenezę z weismannowskim rozróżnieniem komórek somatycznych i generatywnych oraz zaproponował, że pangeneza Darwina koncentruje się w jądrze komórkowym, a ulegając ekspresji, przenika do cytoplazmy, zmieniając budowę komórki. De Vries należał również do badaczy znających dobrze prace Mendla, uważających, że mendlowskie cechy korespondują z transferem dziedzicznym zmian w linii płciowej. By wyjaśnić, jak powstają nowe warianty, Vries rozwinął teorię mutacji, prowadząc do czasowego pęknięcia między akceptującymi darwinowską ewolucję oraz biometrykami zgadzającymi się z de Vriesem  . W latach trzydziestych XX wieku pionierzy na polu genetyki populacyjnej, jak Ronald Fisher, Sewall Wright i John B.S. Haldane, oparli podstawy teorii ewolucji na statystyce. Fałszywy rozdźwięk pomiędzy teorią Darwina, mutacjami genetycznymi i dziedziczeniem mendlowskim został usunięty .
W drugiej i trzeciej dekadzie XX wieku synteza ewolucyjna połączyła dobór naturalny, mutacje i dziedziczenie mendlowskie w zunifikowaną teorię stosowaną w każdej dziedzinie biologii. Synteza ewolucyjna potrafiła wyjaśnić wzorce obserwowane w populacjach, w materiale kopalnym w paleontologii, a nawet złożone mechanizmy komórkowe biologii rozwoju  . Opisanie struktury DNA przez Watsona i Cricka w 1953 wyjaśniło fizyczny mechanizm dziedziczenia. Biologia molekularna polepszyła rozumienie związków pomiędzy genotypem i fenotypem. Postęp nastąpił również w systematyce filogenetycznej. Obejmował on mapowanie przejść cech w porównywalnych i testowanych ramach i wykorzystanie drzew ewolucyjnych . W 1973 biolog ewolucyjny Theodosius Dobzhansky napisał, że w biologii nic nie ma sensu, jeśli nie rozpatruje się tego w świetle ewolucji, ponieważ to ona rozświetliła relacje pomiędzy faktami z historii naturalnej uważanymi niegdyś za niełączące się ze sobą, umożliwiając stworzenie spójnej wiedzy pozwalającej na wyjaśnianie faktów i przewidywanie obserwacji dotyczących życia na Ziemi.
Od tamtych czasów synteza ewolucyjna była dalej poszerzana, by wyjaśnić zjawiska biologiczne na każdym poziomie organizacji biologicznej. To rozszerzenie zwane ewolucyjną biologią rozwoju, a nieformalnie „evo-devo”, skupia się na tym, jak zmiany między pokoleniami działają na wzorce zmian u pojedynczych organizmów (na rozwój) .
Próbując uwzględnić najnowsze rozważania ewolucjonistów, Blute w pracy z 2008 roku o definicji ewolucji stwierdził, że jej rozumienie jest obecnie tożsame z „mikroewolucją poprzez dobór naturalny”. Następnie stwierdził, iż najlepszą jej definicją jest: „każda zmiana w indukcyjnej kontroli rozwoju (morfologicznego, fizjologicznego lub behawioralnego) poprzez środowisko lub w konstrukcji środowiska poprzez rozwój, zmienia względną częstotliwość dziedzicznych elementów w populacji poza oczekiwane losowo wybrane warianty”.

## Dziedziczność

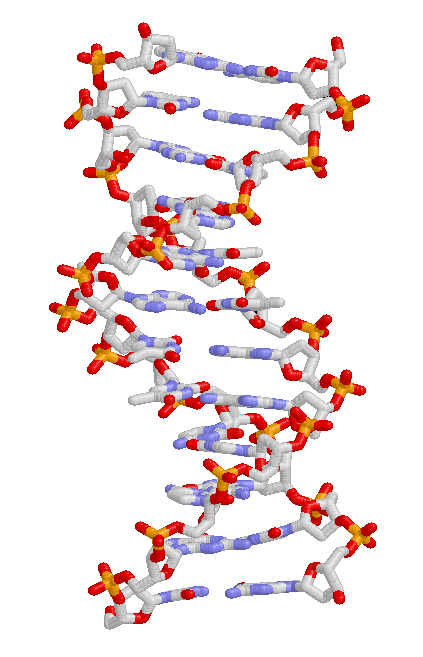
Struktura DNA z zasadami azotowymi w środku, otoczonymi przez łańcuchy reszt cukrowych i fosforanowych zaplatające się w podwójną helisę

Ewolucja organizmów żywych zachodzi poprzez zmiany w cechach podlegających dziedziczeniu (dziedzicznych). Przykładowo u ludzi kolor oczu podlega dziedziczeniu, osobnik może odziedziczyć na przykład brązowy kolor oczu po rodzicach. Cechy dziedziczne kontrolowane są przez geny, a kompletny zestaw genów genomu (materiału genetycznego) danego organizmu nazywa się genotypem.
Zbiór obserwowalnych cech organizmu nazywa się z kolei jego fenotypem. Cechy te biorą się z interakcji genotypu i wpływów środowiska. W rezultacie wiele aspektów fenotypu organizmu nie jest dziedzicznych. Na przykład opalenizna skóry wynika z interakcji pomiędzy genotypem danej osoby a światłem, dlatego też osoba opalona nie przekaże tej cechy swemu potomstwu. Jednakże pewni ludzie opalają się łatwiej niż inni, co wynika z odmienności w genotypie. Radykalnym przykładem są osoby cierpiące na albinizm, które nie opalają się w ogóle i są niezwykle wrażliwe na oparzenia słoneczne.
Cechy dziedziczne przenoszone są z pokolenia na pokolenie poprzez DNA, cząsteczkę pozwalającą kodować informację genetyczną. DNA jest długim biopolimerem budowanym przez cztery rodzaje zasad azotowych. Sekwencja zasad wzdłuż cząsteczki DNA odzwierciedla informację genetyczną, podobnie jak sekwencja liter odzwierciedla zdanie. Przed podziałem komórki DNA ulega kopiowaniu, w wyniku czego obie komórki potomne otrzymują wyjściową sekwencję DNA. Fragmenty cząsteczki DNA stanowiące jednostki funkcjonalne zwane są genami. Różne geny cechują się różnymi sekwencjami zasad azotowych. W komórce długie łańcuchy DNA tworzyć mogą skondensowane struktury określane mianem chromosomów. Specyficzne miejsce sekwencji DNA na chromosomie zwane jest locus. Jeśli sekwencja DNA w danym locus zmienia się pomiędzy osobnikami, różne jej formy nazywają się allelami. Sekwencja DNA może zmieniać się dzięki mutacjom, w efekcie czego powstają nowe allele. Jeśli zajdzie mutacja, nowy allel może wpływać inaczej na cechę kontrolowaną przez gen, co prowadzi do zmiany fenotypu organizmu. Choć w niektórych przypadkach cecha odpowiada allelowi w prosty sposób, większość cech jest jednak bardziej złożona i kontrolowana przez wiele loci.
Niedawne badania potwierdziły ważne przykłady cech dziedzicznych niewyjaśnialnych za pomocą zmiany sekwencji nukleotydów w DNA. Zjawiska takie opisuje epigenetyka. Metylacja DNA znacząca chromatynę, samopodtrzymujące się pętle metaboliczne, wyciszanie genów przez interferencję RNA oraz trójwymiarowe konformacje białek (takich jak priony) to obszary zachodzenia procesów epigenetycznych na poziomie organizmu . Biolodzy rozwoju sugerują, że złożone interakcje sieci regulacyjnej genów i komunikacji międzykomórkowej mogą prowadzić do dziedzicznych zmian mogących odpowiadać za plastyczność rozwojową i kanalizację. Dziedziczność może zachodzić nawet w większych skalach. Przykładowo dziedziczność ekologiczna poprzez proces budowy niszy ekologicznej definiuje się jako regularne i powtarzalne działania organizmów w środowisku. To generuje dziedziczenie efektów modyfikujących otoczenie i pętlę zwrotną dotykającą selekcji następnych pokoleń. Potomkowie dziedziczą geny plus charakterystykę środowiskową generowaną przez działanie ich przodków. Inne przykłady dziedziczności niekontrolowanej bezpośrednio przez geny stanowią cechy kulturowe i symbiogeneza.

## Zmienność

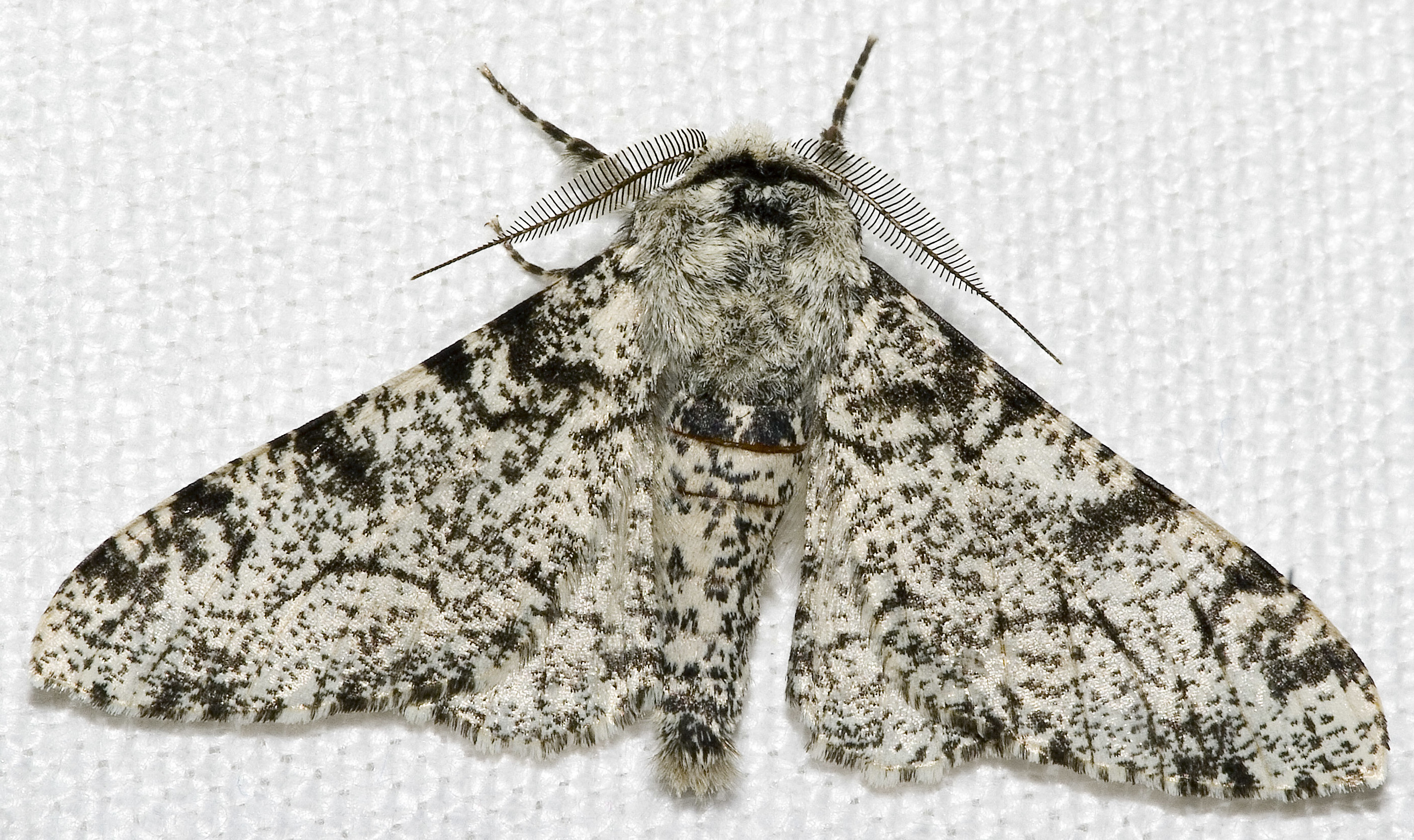
Białe krępaki nabrzozaki były słabo widoczne na białej korze drzewa

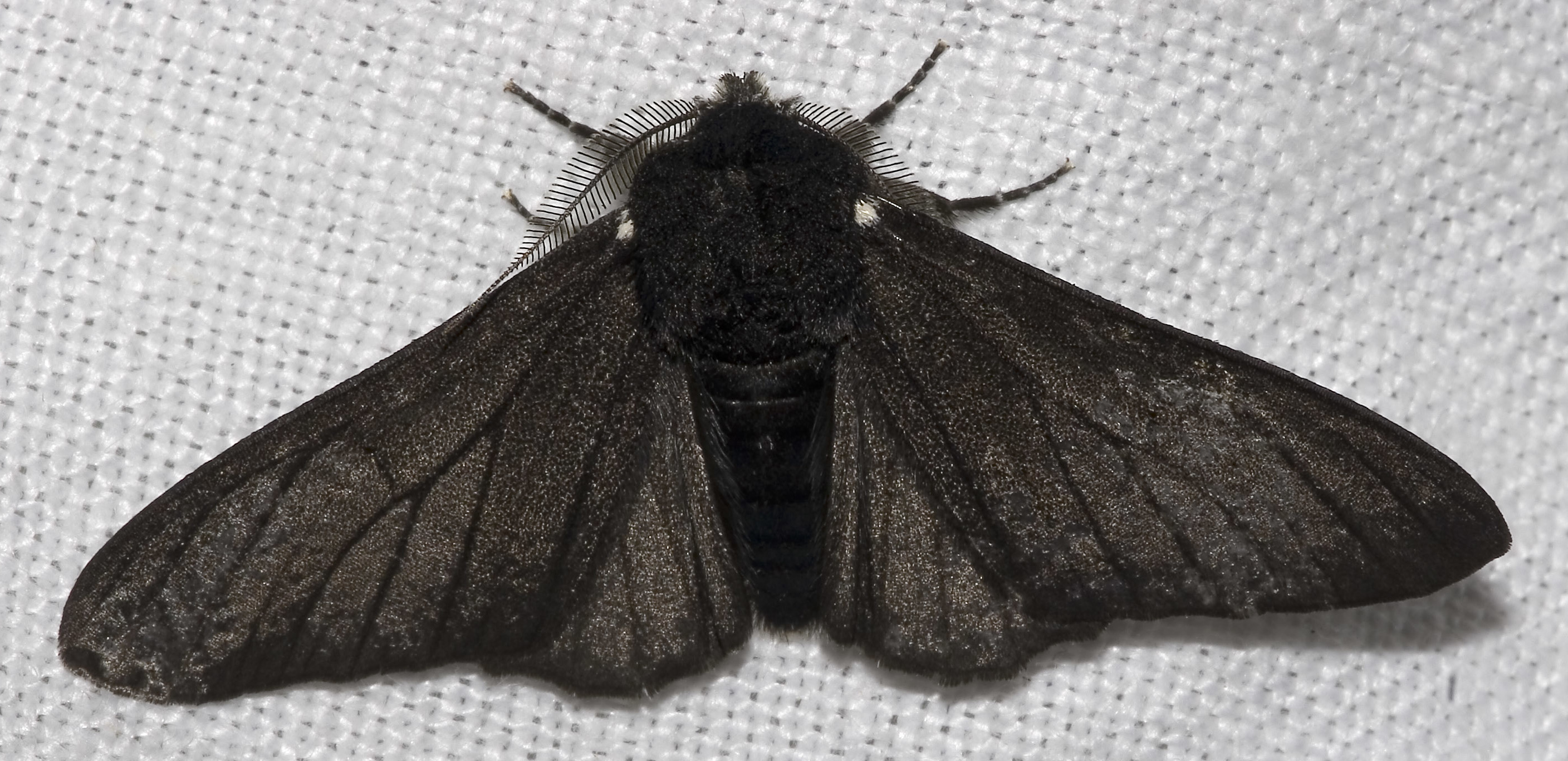
Po rewolucji przemysłowej przewagę zyskała ciemna forma

Fenotyp danego organizmu powstaje na skutek interakcji jego genotypu i wpływu środowiska życia. Za znaczną część zmienności fenotypowej odpowiada zmienność genetyczna, która w odróżnieniu od zmienności środowiskowej podlega dziedziczeniu. Synteza ewolucyjna definiuje zmiany ewolucyjne jako proces populacyjny, polegający na zmianie w czasie częstości osobników o różnych cechach, a więc i genotypach. Częstość poszczególnych alleli może rosnąć lub maleć względem innych form danego genu. Wariacja znika, kiedy jeden z alleli osiąga fiksację, a więc kiedy albo znika z populacji, albo całkowicie zastępuje wszystkie inne allele.
Dobór naturalny doprowadzi do ewolucji tylko pod warunkiem istnienia wystarczającej zmienności genetycznej w populacji. Przed odkryciem genetyki mendlowskiej popularną hipotezą było mieszanie się cech. Oznaczałoby ono jednak drastyczny spadek zmienności genetycznej, czyniąc ewolucję nieprawdopodobną. Prawo Hardy’ego-Weinberga rozwiązuje ten problem, opisując, jak zmienność utrzymuje się w populacji przy założeniu dziedziczenia mendlowskiego. Częstości alleli w przypadku braku działania doboru naturalnego, zachodzenia mutacji, migracji i dryfu genetycznego pozostają stałe.
Zmienność tworzy się dzięki zachodzących w genomie mutacjom, tasowaniu się genów w trakcie rozmnażania płciowego oraz migracjom pomiędzy populacjami (przepływ genów). Pomimo stałego wprowadzania nowych wariantów i przepływu genów większość genomu jest identyczna u wszystkich przedstawicieli danego gatunku. Jednak nawet niewielkie różnice w genotypie, jak insercje i delecje, prowadzić mogą do istotnych zmian fenotypowych prowadzących do powstania różnych gatunków, przykładowo szympansy i ludzie różnią się zaledwie w 5% swych genomów.

### Mutacje

Duplikacja części chromosomu

Mutacje to zmiany w sekwencji DNA. Zachodząca mutacja może zmienić produkt genu, uniemożliwiać funkcjonowanie genu, może też nie wywoływać żadnego efektu. Bazując na badaniach Drosophila melanogaster, zasugerowano, że jeśli mutacja zmienia łańcuch kodowanego przez gen białka, prawdopodobnie będzie powodować szkodliwy efekt. 70% takich mutacji wywołuje szkody, pozostałe są neutralne lub nieznacznie korzystne.
Mutacje obejmować mogą duplikacje dużych fragmentów chromosomów (zazwyczaj przez rekombinację genetyczną), wprowadzając dodatkowe kopie genów do genomu. Dodatkowe kopie genów są głównym źródłem surowego materiału potrzebnego, by zachodziła ewolucja . Jest to ważne, ponieważ większość nowych genów ewoluuje w obrębie rodzin genów z istniejących już genów, z którymi dzielą wspólnych przodków. Na przykład ludzkie oko wykorzystuje 4 geny kodujące struktury światłoczułe, 3 w czopkach i jedną w pręcikach. Wszystkie one pochodzą od pojedynczego genu.
Nowe geny tworzyć się mogą z istniejących już genów, kiedy jedna z kopii zduplikowanego genu mutuje, zdobywając nową funkcję. Proces ten zachodzi łatwiej po duplikacji, gdyż zwiększa ona redundancję systemu. Jeden z genów może nabyć nową funkcję zamiast starej, którą wypełnia niezmutowany gen. Inne rodzaje mutacji mogą nawet tworzyć całkowicie nowe geny, powstające z wcześniej niekodującego DNA.
Tworzenie się nowych genów może także wiązać się z duplikacją niewielkich odcinków kilku genów, które to fragmenty rekombinują, tworząc razem nową kombinację, pełniącą nową funkcję. Kiedy nowe geny tworzą się z połączenia istniejących wcześniej odrębnie części, domeny działają jak moduły o prostych, niezależnych od siebie funkcjach. Moduły te można połączyć, tworząc nowe kombinacje o nowych, złożonych funkcjach. Na przykład syntazy poliketydowe to duże enzymy tworzące antybiotyki. Zawierają do setki niezależnych domen, z których każda katalizuje jeden etap wieloetapowego procesu.

### Płeć i rekombinacja
W przypadku organizmów rozmnażających się bezpłciowo geny dziedziczone są razem. Nie mieszają się w czasie rozrodu z genami innych organizmów. W przeciwieństwie do tej sytuacji potomstwo organizmów rozmnażających się płciowo dysponują losową mieszaniną chromosomów ich rodziców, rozdzielanych niezależnie. W pokrewnym procesie rekombinacji homologicznej organizmy płciowe wymieniają DNA pomiędzy dwoma odpowiadającymi sobie chromosomami. Rekombinacja nie zmienia częstości alleli, zmienia natomiast grupowanie się ze sobą alleli różnych genów, dzięki czemu powstaje potomstwo o nowych kombinacjach alleli. Płeć zwiększa zmienność genetyczną i może przyśpieszać tempo ewolucji.

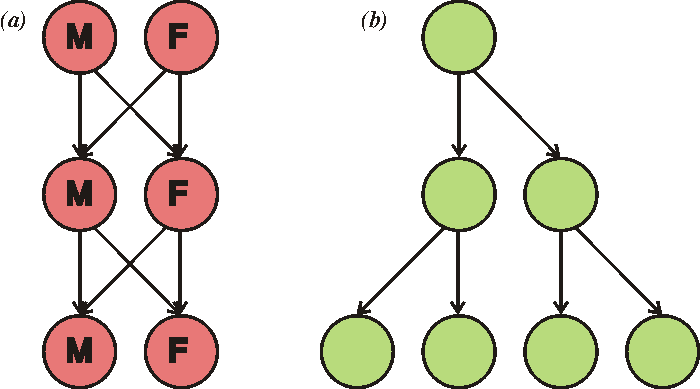
Koszt rozmnażania płciowego. Jeśli każdy osobnik wyda z siebie taką samą liczbę potomstwa, na powyższym diagramie 2: (a) populacja rozmnażająca się płciowo zachowuje swoją liczebność, natomiast (b) populacja rozmnażająca się bezpłciowo podwaja swą liczebność co pokolenie

Dwukrotny koszt rozmnażania płciowego po raz pierwszy opisał John Maynard Smith. Po pierwsze w przypadku istnienia płci tylko jedna z dwóch płci wydaje na świat młode. Nie dotyczy to gatunków hermafrodytycznych, jak większość roślin i wiele bezkręgowców. Po drugie organizm rozmnażający się płciowo przekazuje potomstwu jedynie połowę genów, a wartość ta zmniejsza się dalej z każdym następnym pokoleniem . Rozmnażanie płciowe spotyka się często u eukariotów i organizmów wielokomórkowych. Hipoteza Czerwonej Królowej tłumaczy wagę rozmnażania płciowego, umożliwiającego ciągłą ewolucję i adaptację w odpowiedzi na koewolucję innych gatunków we wciąż zmieniających się środowisku .

### Przepływ genów
Przepływ genów to ich wymiana pomiędzy populacjami, a nawet gatunkami. Może stanowić źródło zmienności, nowej w danej populacji czy gatunku. Powoduje go przemieszczanie się osobników pomiędzy odrębnymi populacjami, na przykład dostanie się myszy z lądu na wyspę zamieszkaną przez inną ich populację czy też przemieszczenie się pyłku z trawy odpornej na metale ciężkie na trawę wrażliwą na ich obecność.
Przepływ genów pomiędzy gatunkami obejmuje tworzenie krzyżówek międzygatunkowych bądź horyzontalny transfer genów. To ostatnie pojęcie oznacza przeniesienie materiału genetycznego z jednego organizmu do innego, nie będącego potomstwem tego pierwszego. Najczęściej spotyka się go u bakterii. Przyczynia się on do rozprzestrzeniania się oporności na antybiotyki – bakteria może zyskać gen oporności na antybiotyki poprzez szybki transfer od innego gatunku. Zaobserwowano poziomy transfer genów bakteryjnych do eukariotów takich jak Saccharomyces cerevisiae i Callosobruchus chinensis. Przykład transferu genów na większą skalę zapewniają Bdelloidea (podgromada Wrotków), posiadające geny dostarczone im przez bakterie, grzyby i rośliny. DNA pomiędzy organizmami przenosić mogą także wirusy, potrafiące dokonywać transferu genów pomiędzy domenami.
Wielkoskalowy transfer genów zachodził także pomiędzy przodkami komórek eukariotycznych i bakteriami podczas tworzenia się chloroplastów i mitochondriów. Rekonstrukcja wczesnych etapów ewolucji na podstawie analizy materiału genetycznego głównych grup organizmów skłania do rezygnacji z przedstawiania zależności filogenetycznych w postaci drzewa i zastąpienie go przez pierścień życia. Eukarionty w takim ujęciu prawdopodobnie powstały w wyniku połączenia genomów proteobakterii i spokrewnionych z archeonami eocytów.

## Mechanizmy

Najpierw mutacja wprowadza zmienność, następnie działa na nią dobór naturalny

Z perspektywy neodarwinowskiej ewolucja zachodzi, gdy mają miejsce zmiany częstości alleli w populacji krzyżujących się między sobą organizmów. Na przykład allele związane z ciemną barwą ciem stają się częstsze. Mechanizmy prowadzące do zmian w częstości alleli to dobór naturalny, dryf genetyczny, podwożenie, mutacje i przepływ genów.

### Dobór naturalny
Ewolucja poprzez dobór naturalny to proces, w przebiegu którego cechy zwiększające zdolności organizmu do przeżycia lub rozrodu stają się częstsze w kolejnych pokoleniach w danej populacji. Mechanizm często uznaje się za oczywisty, ponieważ wynika on analitycznie z trzech faktów:
- w obrębie populacji istnieje zmienność dotycząca morfologii, fizjologii i zachowania (zmienność fenotypowa)
- różne cechy wiążą się z różną zdolnością do przeżycia i reprodukcji (różne dostosowanie)
- cechy te mogą być przekazywane z pokolenia na pokolenie (dziedziczność dostosowania).

Organizmy wydają na świat więcej potomstwa, niż może przeżyć, co powoduje konkurencję o przetrwanie i możliwość rozrodu. W efekcie osobniki o cechach przynoszących im większe korzyści względem ich konkurentów z większym prawdopodobieństwem przekażą swe cechy następnemu pokoleniu, niż organizmy posiadające cechy nie gwarantujące takiej przewagi.
Centralnym pojęciem związanym z doborem naturalnym jest dostosowanie organizmu. Oznacza ono zdolność osobnika do przetrwania i reprodukcji, które determinują wkład genów tego organizmu w następnym pokoleniu. Dostosowanie nie jest jednak tożsame z całkowitą liczbą potomstwa, wskazuje raczej proporcję organizmów noszących geny danego osobnika w następnych pokoleniach. Przykładowo jeśli pewien organizm ma duże zdolności przetrwania i szybko się rozmnaża, ale jego potomstwo jest zbyt małe i słabe, by przetrwać, będzie miał on nieznaczny wkład genów w przyszłych pokoleniach i jego dostosowanie będzie niewielkie.
Jeśli allel zwiększa dostosowanie w stopniu większym, niż inne allele tego samego genu, wtedy z każdym kolejnym pokoleniem będzie on występował w danej populacji częściej. Związana z nim cecha ulega pozytywnemu doborowi naturalnemu. Jako przykład wymienia się cechy zwiększające szanse przeżycia i zwiększające rozrodczość. Odwrotnie – mniejsze dostosowanie spowodowane posiadaniem allela mniej korzystnego czy wręcz szkodliwego skutkuje jego coraz rzadszym pojawianiem się w następnych pokoleniach, cecha będzie usuwana z populacji przez dobór. Co ważne, dostosowanie danego allela nie jest jego ustaloną cechą. Jeśli zmienią się warunki środowiskowe, cecha wcześniej neutralna bądź szkodliwa może okazać się korzystna, a cecha niegdyś korzystna może stać się szkodliwa. Jednak nawet jeśli kierunek działania doboru naturalnego może odwrócić się w ten sposób, cecha wyeliminowana z populacji w przeszłości nie może powtórnie wyewoluować w identycznej formie, co opisuje prawo Dollo.

3 różne rodzaje doboru. Oś x reprezentuje cechę fenotypową, na osi y odłożono liczbę organizmów o danej wartości cechy. Krzywa A reprezentuje pierwotną populację, natomiast krzywa B obrazuje populację po zadziałaniu doboru
· 1) dobór kierunkowy, który faworyzuje pojedynczy fenotyp skrajny
· 2) dobór stabilizujący, faworyzujący fenotyp pośredni
· 3) dobór różnicujący, czyli rozrywający, który faworyzuje oba fenotypy skrajne

Dobór naturalny w populacji dotyczący cechy mogącej przyjąć przedział wartości, jak wysokość, można skategoryzować, wyróżniając 3 jego rodzaje. Po pierwsze dobór kierunkowy zmieniający w czasie średnią wartość rzeczonej cechy, na przykład organizmy stają się coraz wyższe. Po drugie dobór rozrywający zwany też różnicującym oznacza dobór skrajnych wartości cechy i często skutkuje dwiema wartościami cechy częstszymi od pozostałych, natomiast wartość pośrednia jest eliminowana z populacji. Byłoby tak, gdyby organizmy wysokie lub niskie osiągały przewagę nad tymi średniego wzrostu. Istnieje w końcu dobór stabilizujący, w którym dobór działa przeciwko skrajnym wartościom rozpatrywanej cechy. Dobór ten zmniejsza zmienność cechy wokoło jej średniej wartości. Dobór taki spowodowałby przykładowo podobną wysokość wszystkich organizmów.
Specjalnym przypadkiem doboru naturalnego jest dobór płciowy, w przypadku którego doborowi podlega cecha zwiększająca sukces rozrodczy poprzez zwiększanie atrakcyjności organizmu dla potencjalnych partnerów rozrodczych. Cechy, które wyewoluowały dzięki doborowi płciowemu, są szczególnie dobrze wyrażone u samców pewnych gatunków zwierząt. Choć faworyzowane przez dobór płciowy, cechy takie jak niewygodne poroże, nawoływania samców, duże rozmiary ciała czy jaskrawe barwy często przyciągają uwagę drapieżników, co redukuje przeżywalność tych samców. Ta wada równoważona jest przez większy sukces reprodukcyjny samców prezentujących takie w widoczny sposób upośledzające cechy.
Dobór naturalny najogólniej czyni naturę miarą prawdopodobieństwa przetrwania osobników bądź ich cech. Słowo natura odnosi się tutaj do ekosystemu – systemu, w którym organizmy oddziałują ze wszystkimi jego elementami, fizycznymi lub biologicznymi, w swym lokalnym środowisku. Eugene Odum, twórca ekologii, zdefiniował ekosystem jako każdą jednostkę obejmującą wszystkie organizmy na danym obszarze oddziałujące ze środowiskiem fizycznym, w związku z czym energia przepływa przez jasno zdefiniowaną strukturę troficzną, zróżnicowanie biotyczne i cykle substancji (np. wymiana między materią ożywioną a nieożywioną) w obrębie systemu. Każda populacja w ekosystemie zajmuje odrębną niszę ekologiczną, własną pozycję o odrębnych powiązaniach z innymi częściami systemu. Zależności te wiążą się z przebiegiem życia organizmu, jego pozycją w łańcuchach pokarmowych i jego zasięgiem geograficznym. To szerokie rozumienie natury umożliwia naukowcom nakreślenie specyficznych oddziaływań, które wspólnie składają się na dobór naturalny.
Dobór naturalny działa na różnych poziomach, jak geny, komórki, organizmy, grupy organizmów, gatunki . Może też jednocześnie działać na wielu poziomach. Przykładowo dobór zachodzący na poziomie niższym od poziomu organizmu dotyczy genów zwanych transpozonami, zdolnych do replikacji i rozprzestrzeniania się w obrębie genomu. Dobór na poziomie wyższym niż osobniczy występuje w przypadku doboru grupowego i może doprowadzić do ewolucji współpracy.

### Mutacje tendencyjne
Będąc głównym źródłem zmienności, mutacje działają również w innym mechanizmie ewolucyjnym. Kiedy na poziomie molekularnym istnieją różne prawdopodobieństwa zajścia różnych mutacji, mówi się o mutacjach tendencyjnych (mutation bias). Jeśli dwa genotypy, niech przykładowo jeden zawiera w pewnym miejscu nukleotyd G, a drugi nukleotyd A, cechują się jednakowym dostosowaniem, ale mutacja zmieniająca G na A zdarza się częściej, niż zmieniająca A na G, ewolucja będzie przebiegała w kierunku A. Różnice w mutacjach tendencyjnych insercja-delecja w różnych taksonach mogą prowadzić do ewolucji odmiennych wielkości genomów. Zjawisko takie obserwowano także w ewolucji morfologii. Przykładowo mogą w końcu prowadzić do genetycznej asymilacji cechy wcześniej powstającej na skutek oddziaływań środowiskowych .
Opisany efekt nakłada się na inne procesy. Jeśli dobór będzie faworyzował jedną z dwu możliwych mutacji, a nie będzie żadnej dodatkowej korzyści z posiadania obydwu, wtedy mutacja pojawiająca się częściej będzie tą, która ulegnie utrwaleniu z największym prawdopodobieństwem. Mutacje prowadzące do utraty funkcji genu są znacznie częstsze niż mutacje prowadzące do wytworzenia się nowego, w pełni funkcjonalnego genu. Większość mutacji utraty funkcji podlega więc negatywnej selekcji. Kiedy jednak dobór ten działa słabo, efekt mutacji tendencyjnej w kierunku utraty funkcji może wpływać na proces ewolucji. Na przykład zwierzę przystosowujące się do życia w jaskiniach nie potrzebuje już pigmentów, są one więc tracone. Taki rodzaj utraty funkcji może zachodzić dzięki mutacjom tendencyjnym lub z powodu kosztów, które pociąga za sobą każda funkcja. Kiedy więc znika przynoszony przez daną funkcję zysk, dobór naturalny prowadzi do jej usunięcia. Utrata zdolności sporulacji Bacillus subtilis w ewolucji laboratoryjnej wydaje się wynikać raczej właśnie z mutacji tendencyjnych, a nie z doboru naturalnego przeciwko kosztom utrzymywania zdolności wytwarzania spor. Kiedy nie występuje dobór faworyzujący utratę funkcji, szybkość ewolucji jej utraty zależy bardziej od tempa zachodzenia mutacji, niż od efektywnej wielkości ewolucji. Wskazuje to, że proces napędzany jest bardziej mutacjami tendencyjnymi, niż dryfem genetycznym.

### Dryf genetyczny

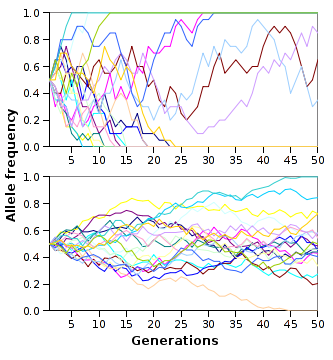
Symulacja dryfu genetycznego 20 niesprzężonych ze sobą alleli w populacji liczącej 10 (na górze) i 100 (na dole) osobników. W niewielkich populacjach dryf znacznie szybciej prowadzi do fiksacji

Dryf genetyczny polega na zmianie częstości alleli z jednego pokolenia na następne z powodu działania błędu próby. W rezultacie kiedy selekcja jest względnie słaba bądź też w ogóle nie zachodzi, częstości alleli losowo rosną bądź maleją (zachodzi błądzenie losowe). Dryf zatrzymuje się, dopiero gdy allel ulegnie fiksacji: albo zostanie wyeliminowany z populacji, albo zastąpi w niej wszystkie inne allele. Dryf genetyczny może w ten sposób wyeliminować z populacji niektóre allele przez przypadek. Nawet w przypadku niezachodzenia doboru naturalnego dryf genetyczny może doprowadzić do powstania dwóch oddzielnych populacji, które początkowo miały taką samą strukturę genetyczną, ale uległy dryfowi w dwóch odmiennych kierunkach, osiągając przez to odmienne zbiory alleli.
Zmierzenie względnej wagi doboru i procesów neutralnych, do których zalicza się dryf, zazwyczaj przedstawia trudności. Porównywane znaczenie procesów adaptacyjnych i nieadaptacyjnych dla zachodzenia zmian ewolucyjnych stanowi pole działań współczesnych badań.
W teorii neutralnej ewolucji molekularnej większość zmian ewolucyjnych stanowi efekt fiksacji mutacji neutralnych przez dryf genetyczny. Stąd w tym modelu większość zmian genetycznych w populacji wynika ze stałej presji mutacyjnej i dryfu. Taka forma teorii neutralnej została obecnie w dużym stopniu zarzucona, jako że nie zgadza się ze zmiennością genetyczną obserwowaną w naturze. Jednak istnieje współcześniejsza i lepiej wsparta wersja tego modelu, prawie neutralna teoria ewolucji molekularnej, w której mutacje efektywnie neutralne w niewielkiej populacji niekoniecznie muszą być neutralne w populacji liczebniejszej. Inne alternatywne teorie proponują, że wpływ dryfu genetycznego redukują inne stochastyczne procesy ewolucyjne, jak podwożenie.
Czas, w którym allel neutralny ulegnie utrwaleniu przez dryf genetyczny, zależy od liczebności tej populacji, fiksacja zachodzi szybciej w niewielkich populacjach. Liczba osobników w populacji nie jest krytyczna, znacznie ważniejsza jest efektywna wielkość populacji. Zazwyczaj ustępuje ona liczebności populacji, ponieważ wpływają nań czynniki takie, jak poziom chowu wsobnego i etap cyklu życiowego, w którym populacja jest najmniejsza. Efektywna wielkość populacji nie musi być jednakowa dla każdego genu w danej populacji.

### Podwożenie
Rekombinacja umożliwia allelom leżącym na tej samej nici DNA na niezależny rozdział. Jednak rekombinacja nie zachodzi często, średnio dwukrotnie na chromosom na pokolenie. W efekcie geny umiejscowione blisko siebie na chromosomie nie zawsze będą segregować niezależnie, zamiast tego będą raczej dziedziczone razem, co określa się mianem sprzężenia. Tę tendencję mierzy się poprzez sprawdzenie, jak często 2 allele występują razem na jednym chromosomie w porównaniu z przewidywaniami – mówi się tutaj o nierównowadze sprzężeń. Zbiór alleli zazwyczaj dziedziczony razem zwany jest haplotypem. Istotne jest, kiedy jeden allel danego haplotypu daje silną przewagę selekcyjną. Dobór naturalny powoduje wtedy zjawisko zwane selective sweep – inne allele tego haplotypu również stają się częstsze w populacji. Efekt ten nazywa się podwożeniem. Podwożenie spowodowane faktem genetycznego powiązania genów neutralnych z podlegającymi doborowi może być częściowo ograniczone przez efektywną wielkość populacji.

### Przepływ genów
Przepływ genów polega na wymianie genów między populacjami lub gatunkami. Może zachodzić dzięki przemieszczającym się osobnikom czy też gametom, pod warunkiem, że biorą udział w rozrodzie po dotarciu do nowej populacji. Proces ten można opisać modelem traktującym populacje jako odrębne lub też modelem izolacji na odległość, w którym każdemu osobnikowi przypisuje się sąsiedztwo i im większy dystans pomiędzy dwoma osobnikami, tym mniejsze prawdopodobieństwo wspólnego rozrodu. W takim ujęciu populację tworzą nakładające się na siebie sąsiedztwa. Modele przepływu genów można też podzielić na zakładające stałe tempo przepływu genów oraz opisujące sytuację, w której dana populacja wymiera w niektórych obszarach jej występowania, gdzie zastępują ją osobniki z innych populacji.
Podczas tworzenia syntezy ewolucyjnej Sewall Wright rozwinął swą teorię zmiennej równowagi, uznającą przepływ genów między częściowo izolowanymi populacjami za ważny aspekt ewolucji adaptacyjnej. Jednak obecnie znaczenie tej teorii jest krytykowane, jako że nie uwzględnia ona pewnych ograniczeń przepływu genów oraz z powodu pewnych trudności związanych ze złożonymi adaptacjami.

## Skutki
Ewolucja wpływa na każdy aspekt budowy i zachowania organizmów. Najbardziej rzucają się w oczy swoiste adaptacje powstałe na skutek działania doboru naturalnego. Zwiększają one dostosowanie, wspomagając takie czynności, jak żerowanie, unikanie drapieżników czy przyciąganie partnera. Dobór może też doprowadzić do rozwoju współpracy między osobnikami, czy to poprzez wspieranie własnych krewnych, czy też symbiozę. W dłuższym czasie ewolucja tworzy nowe gatunki, rozdzielając populacje na grupy, które dzieli bariera uniemożliwiająca rozród.
Skutki działania ewolucji dzieli się, biorąc pod uwagę czas jej działania, wyróżniając makroewolucję i mikroewolucję. Makroewolucja odbywa się na poziomie wyższym od gatunku, obejmuje specjację i wymieranie. Mikroewolucja obejmuje natomiast mniejsze zmiany ewolucyjne w obrębie gatunku czy pojedynczej populacji, w szczególności zaś zmiany częstości poszczególnych alleli i adaptacje. Ogólnie skutki makroewolucji pojawiają się po dłuższym czasie zachodzenia mikroewolucji. W związku z tym podział na makro- i mikroewolucję nie jest fundamentalny, różnica dotyczy tylko czasu potrzebnego dla zajścia zmian. Jednak w przypadku makroewolucji ważna może być cecha całego gatunku. Na przykład duża zmienność między osobnikami pozwala gatunkowi szybko adaptować się do nowego siedliska, zmniejszając prawdopodobieństwo wyginięcia, podczas gdy szeroki zasięg geograficzny zwiększa szanse na specjację, podwyższając prawdopodobieństwo izolacji części populacji. W tym sensie mikro- i makroewolucja mogą pociągać za sobą dobór na odmiennych poziomach: w przypadku mikroewolucji chodzi o poziom genów i organizmów, w makroewolucji chodzi o dobór na poziomie gatunku, związany z tempem specjacji czy wymierania.
Choć wyewoluowały gatunki cechujące się wysoką złożonością, istnieją one jako efekt uboczny wielości organizmów, a proste formy życia ciągle pozostają najczęstszymi w biosferze. Na przykład przytłaczająca większość organizmów stanowią mikroskopowe prokarioty, stanowiące pomimo niewielkich rozmiarów około połowy światowej biomasy i przyczyniają się do znaczącej większości ziemskiej bioróżnorodności. Proste organizmy żywe dominują na Ziemi przez całą historię istnienia życia i do dziś stanowią główną formę życia. Złożone formy życia wydają się bardziej zróżnicowane tylko dlatego, że są bardziej zauważalne. W związku z tym ewolucja mikroorganizmów jest szczególnie ważna w dzisiejszej biologii ewolucyjnej, tym bardziej że ich szybki rozród pozwala na eksperymentalne badania ewolucji oraz obserwacje ewolucji i tworzenia adaptacji w czasie rzeczywistym.

### Adaptacje

Homologiczne kości kończyn czworonogów: człowieka, psa, ptaka i walenia. Podstawowa budowa kości tych zwierząt jest taka sama, jednak zaadaptowały się one do spełniania odmiennych funkcji

Adaptacja to proces, w którym organizmy lepiej przystosowują się do siedlisk. Jak pisze Mayr, nie jest to trwały stan, ale produkt kreatywnej przeszłości i zarazem trwający, dynamiczny proces. Oxford Dictionary of Science definiuje adaptację jako każdą zmianę w strukturze lub funkcjonowaniu kolejnych pokoleń, które czynią je lepiej przystosowanymi do środowiska. Termin ten może odnosić się również do cechy ważnej dla przetrwania organizmu, na przykład adaptacja zębów konia do żywienia się trawą. Poprzez użycie słowa „adaptacja” na określenie procesu ewolucyjnego oraz „cecha adaptacyjna” na oznaczenie jej produktu (części ciała lub funkcji) rozróżnić można oba znaczenia. Adaptacja jest efektem doboru naturalnego. Theodosius Dobzhansky wyróżnia następujące pojęcia:
1. Adaptacja – proces ewolucyjny, w którym organizm staje się lepiej przystosowany do życia w jego siedlisku bądź siedliskach[190]
2. Adaptacyjność – stan bycia zaadaptowanym, stopień, w jakim organizm jest zdolny do życia i rozrodu w danym zestawie siedlisk[191]
3. Cecha adaptacyjna – aspekt wzorca rozwojowego organizmu pozwalający mu zwiększyć prawdopodobieństwo przetrwania bądź reprodukcji[192].

Adaptacją może być zarówno wytworzenie się nowej cechy, jak też utrata cechy ancestralnej. Przykłady obu widać w bakteryjnej adaptacji do antybiotyków. Zmiany genetyczne wytwarzające oporność na antybiotyki polegać mogą na modyfikacji targetu molekularnego antybiotyku bądź na zwiększeniu aktywności transportera wypompowującego lek z komórki. Za zadziwiający przykład uchodzi wyewoluowanie przez Escherichia coli zdolności do wykorzystywania kwasu cytrynowego jako składnika odżywczego w długoterminowym eksperymencie laboratoryjnym czy też wytworzenie przez Flavobacterium nowego enzymu pozwalającego tej bakterii rosnąć na odpadach z produkcji nylonu, jak też wyewoluowanie u bakterii glebowej Sphingobium całkowicie nowego szlaku metabolicznego degradującego syntetyczny pestycyd pentachlorofenol. Interesujący, ale wciąż kontrowersyjny pomysł zakłada, że niektóre adaptacje mogą zwiększać zdolność organizmów do generowania różnorodności genetycznej i adaptacji przez dobór naturalny (zwiększająca się ewoluowalność).

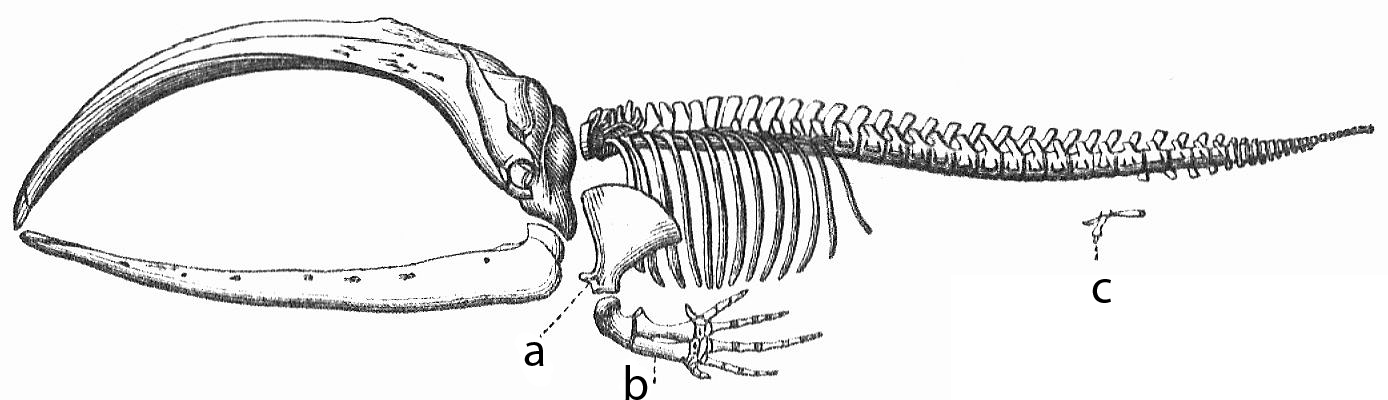
Szkielet fiszbinowca, literami a i b zaznaczono kości kończyn przednich przekształconych drogą adaptacji w płetwy, litera c wskazuje szczątkowe kości kończyn tylnych. Widać tutaj przystosowanie się organizmu lądowego do życia w wodzie.

Adaptacje powstają poprzez stopniowe modyfikacje istniejących struktur. W efekcie struktury o podobnej organizacji wewnętrznej mogą nabywać odmienne funkcje u spokrewnionych ze sobą organizmów. Pojedyncza cecha ancestralna ulega przystosowaniu do pełnienia różnych funkcji w odmienny sposób. Przykładowo kości kończyny górnej nietoperzy posiadających skrzydła są bardzo podobne do odpowiadających im kości łapy myszy czy posiadających dłonie naczelnych. Wszystkie te kończyny wywodzą się z tej samej struktury obecnej u ich wspólnego przodka. Jednakże jako że wszystkie organizmy żywe są ze sobą spokrewnione, nawet organizmy wydające się dzielić ze sobą niewielkie podobieństwa budowy bądź też nie dzielić żadnych, jak w przypadku oczu stawonogów, mięczaków i kręgowców czy też kończyn i skrzydeł stawonogów i kręgowców, mają narządy wykorzystujące zbiór homologicznych genów kontrolujących ich powstawanie i działanie. Zjawisko to nazywa się głęboką homologią.
W trakcie ewolucji pewne struktury mogą tracić swe pierwotne funkcje. Tworzą się w ten sposób struktury szczątkowe. Pewne struktury mogą pełnić nieznaczące funkcje bądź w ogóle nie posiadać żadnych u współczesnych gatunków, jednakże wypełniać czytelne role u przodków tych organizmów bądź u gatunków blisko spokrewnionych. Można tu wymienić pseudogeny, niedziałające pozostałości oka u ślepych ryb jaskiniowych, skrzydła nielotnych owadów, obecność kości udowych u waleni i węży oraz cechy płciowe u organizmów rozmnażających się bezpłciowo. U człowieka przykłady stanowią zęby mądrości, kość guziczna, wyrostek robaczkowy, ale też cechy behawioralne, jak gęsia skórka i odruchy pierwotne.
Jednakże wiele cech, które zdają się być prostymi adaptacjami, to w rzeczywistości egzaptacje. Struktura pierwotnie przystosowana do pełnienia jakiejś funkcji może przypadkowo okazać się pomocna w wypełnianiu innej funkcji. Przykładowo afrykańska jaszczurka tęczowa wykształciła niezwykle płaską głowę, co przydaje się podczas ukrywania się w szczelinach. Można to zaobserwować również u jej najbliższych krewnych. Jednak jej głowa jest aż tak płaska, że pomaga w locie szybowym z drzewa na drzewo. W obrębie komórki struktury molekularne takie jak wić bakteryjna i mechanizm sortowania białek wyewoluowały dzięki zaprzęgnięciu istniejących przed ich powstaniem białek wykonujących wtedy inne funkcje. Inny przykład stanowi wykorzystanie enzymów glikolizy czy utylizacji ksenobiotyków jako białek strukturalnych – w ten sposób powstały krystaliny soczewki oka.
Obszar współczesnych badań biologii rozwoju obejmuje rozwojową podstawę adaptacji i egzaptacji. Badania te obejmują powstanie i ewolucję rozwoju zarodkowego oraz jak modyfikacje rozwoju i procesów rozwojowych prowadzą do powstawania nowych cech. Badania te wykazały, że ewolucja może zmieniać rozwój, tworząc nowe struktury takie jak kości zarodkowe rozwijające się w kości żuchwy u jednych zwierząt, a w kosteczki słuchowe u innych. Możliwe jest również, że struktura tracona w trakcie ewolucji pojawia się ponownie w wyniku zmian genów kierujących rozwojem, na przykład mutacja powodująca w rozwijającym się zarodku kurczaka rozwój zębów przypominających spotykane u krokodyli. Obecnie staje się jasne, że większość zmian w formie organizmów spowodowana jest modyfikacjami niewielkiego zbioru konserwatywnych genów.

### Koewolucja

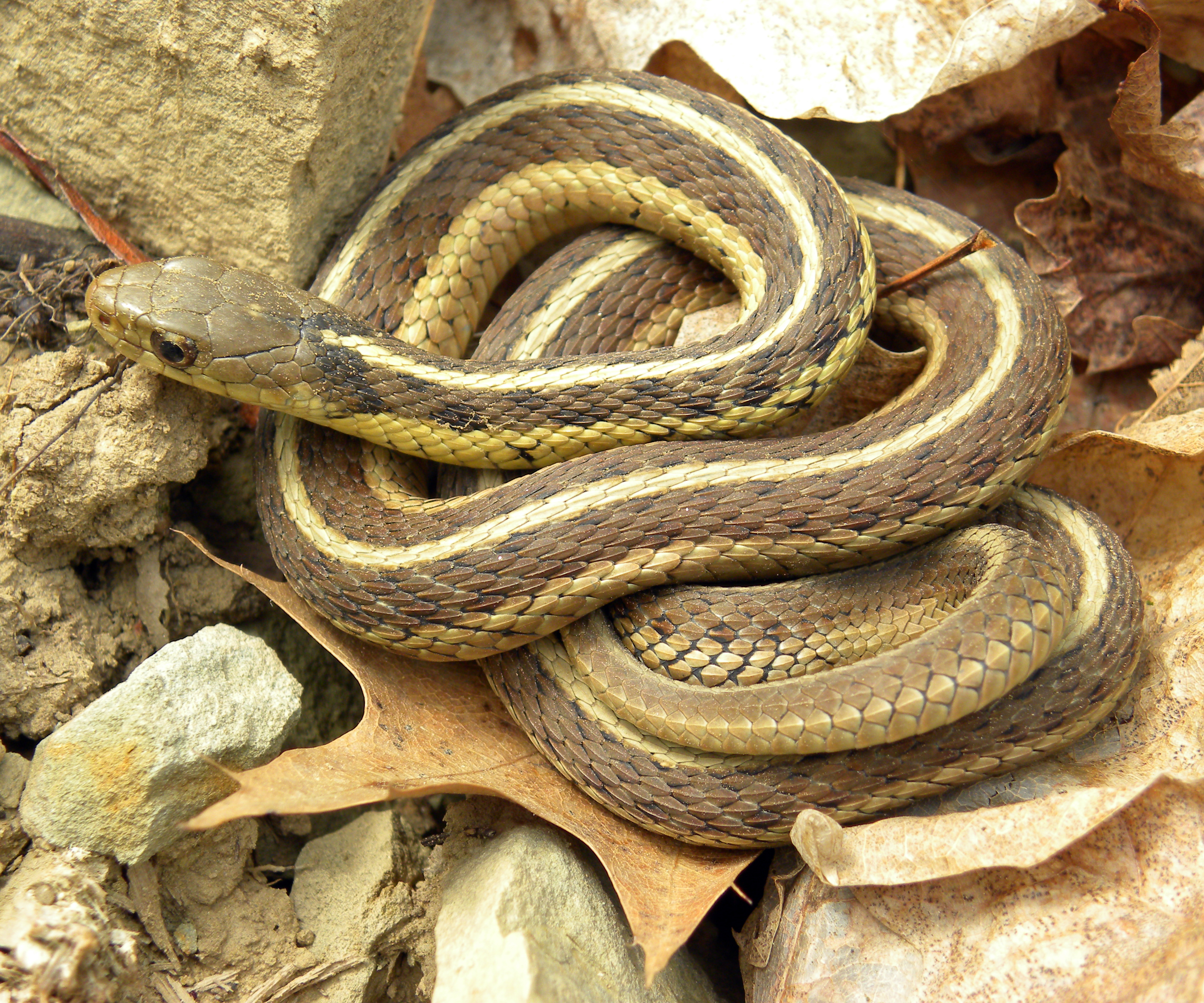
Wąż pończosznik prążkowany (Thamnophis sirtalis sirtalis) wykształcił oporność na tetrodotoksynę obecną w płazach, którymi się żywi

Interakcje pomiędzy organizmami mogą prowadzić zarówno do konfliktu, jak i do współpracy. W przypadku interakcji pomiędzy dwoma gatunkami, jak patogen i jego żywiciel bądź drapieżnik i ofiara, gatunki mogą wytwarzać powiązane zestawy adaptacji. Ewolucja jednego gatunku powoduje w takim układzie adaptację drugiego. I odwrotnie: zmiany zachodzące w drugim gatunku wywołują powstawanie nowych cech adaptacyjnych u pierwszego. Taki cykl doboru naturalnego i odpowiedzi nań nazywany jest koewolucją. Przykładem jest produkcja tetrodotoksyny przez pacyfotrytona szorstkiego oraz ewolucja oporności na tę toksynę przez polującego na rzeczonego płaza drapieżnika, pończosznika prążkowanego. W tej parze drapieżnik-ofiara ewolucyjny wyścig zbrojeń doprowadził do wysokich stężeń tetrodotoksyny u traszki i odpowiadającej mu wysokiej oporności na tę toksynę u węża.

### Kooperacja
Jednak nie zawsze koewolucja musi prowadzić do konfliktu. Na drodze ewolucji powstało również wiele interakcji korzystnych dla obu uczestników. Przykładowo ekstremalny poziom współpracy osiągnęły rośliny i grzyby zaangażowane w mikoryzę. Grzyby rosną na ich korzeniach i wspomagają roślinę, absorbując substancje odżywcze z gleby. Roślina odwzajemnia się, zaopatrując grzyby w węglowodany, które wytwarza drogą fotosyntezy. Grzyby rosną właściwie w komórkach roślin, pozwalających im na wymianę substancji odżywczych z gospodarzem dzięki hamowaniu jego układu odpornościowego.
Koalicje wiążące organizmy tego samego gatunku również powstały drogą ewolucji. Ekstremalny przypadek stanowi tym razem eusocjalność, spotykana u owadów społecznych, jak Apiformes, termity, mrówkowate. Niepłodne osobniki karmią w ich populacjach i chronią niewielką liczbę członków kolonii zdolnych do rozrodu. W mniejszej skali komórki somatyczne budujące ciało zwierzęcia ograniczają samopowielanie, utrzymując w ten sposób stabilność organizmu, utrzymującego z kolei niewielką liczbę komórek rozrodczych, odpowiedzialnych za powoływanie na świat potomstwa. Komórki somatyczne odpowiadają na specyficzne sygnały informujące je, czy rosnąć, pozostawać w stanie niezmienionym, czy umierać. Jeśli komórka ignoruje rzeczone sygnały, może dojść do niekontrolowanego wzrostu komórek i rozwoju nowotworu.
Opisana współpraca w obrębie gatunku wyewoluowała dzięki doborowi krewniaczemu. Polega on na tym, że jeden organizm wspiera potomstwo swego krewnego. Dobór naturalny premiuje takie zachowanie, jeśli pomagający osobnik posiada allele promujące niesienie pomocy i jest prawdopodobne, że jego krewniak również posiada te same allele, które zostaną przekazane dalej. Inne procesy mogące promować współpracę to dobór grupowy, w przypadku którego współpraca dostarcza korzyści grupie organizmów.

### Specjacja

4 mechanizmy specjacji

Specjacja to proces, w którym gatunek rozdziela się na dwa bądź nawet więcej gatunków pochodnych.
Pojęcie gatunku zdefiniować można na wiele sposobów. Wybór definicji zależy od szczególnych cech rozważanych organizmów. Na przykład pewne sformułowania pojęcia gatunku stosują się w bardziej czytelny sposób do organizmów rozmnażających się płciowo, podczas gdy inne lepiej opisują organizmy bezpłciowe. Pomimo zróżnicowania różnych koncepcji gatunku można je pogrupować w 3 kategorie, biorące pod uwagę rozród, ekologię i filogenetykę. Biological Species Concept (BSC, koncept gatunku biologicznego) stanowi klasyczny przykład podejścia opartego na rozrodzie. Ernst Mayr w 1942 podał, że zgodnie z tym poglądem „gatunki są grupami rzeczywiście lub potencjalnie rozmnażających się ze sobą populacji naturalnych, izolowanych rozrodczo od innych takich grup”. Pomimo szerokiego i długiego wykorzystywania BSC nie wyróżnia się od innych koncepcji brakiem kontrowersji. Na przykład nie można zastosować jej do prokariotów, co określa się problemem gatunku. Niektórzy badacze podjęli starania unifikacji monistycznej definicji gatunku, podczas gdy inni adaptują podejście pluralistyczne i sugerują możliwość istnienia odmiennych sposobów logicznej interpretacji definicji gatunku.
Powstawanie nowego gatunku polega na powstawaniu barier dla przepływu genów (barier rozrodczych). Chodzi to u tworzenie się różnic biologicznych uniemożliwiających wspólny rozród (mechanizmów izolacji). Przepływ genów może spowolnić ten proces, rozprzestrzeniając nowe warianty genetyczne także w innych populacjach. Zależnie od tego, jak dalece dwa gatunki oddaliły się od swego ostatniego wspólnego przodka, mogą być jeszcze zdolne do wydawania mieszanego potomstwa, jak konie i osły, które mogą krzyżować się ze sobą. W efekcie na świat przychodzi muł. Krzyżówki takie są zazwyczaj niepłodne. W tym przypadku blisko spokrewnione gatunki mogą regularnie parzyć się ze sobą, ale hybrydy będą eliminowane przez dobór naturalny i gatunki pozostaną odrębne. Jednak okazjonalnie pojawiają się żywotne krzyżówki i wtedy nowe gatunki miewają własności pośrednie pomiędzy gatunkami rodziców bądź też cechować się zupełnie odmiennym fenotypem. Rola hybrydyzacji w tworzeniu się nowych gatunków zwierząt nie jest jasna, aczkolwiek przypadki takie obserwowano wśród wielu typów zwierząt. Szczególnie dobrze zbadano to zjawisko na przykładzie rzekotki różnobarwnej.
Specjację obserwowano wielokrotnie w kontrolowanych warunkach laboratoryjnych oraz w naturze. W przypadku organizmów rozmnażających się płciowo specjacja wynika z reprodukcyjnej izolacji, po której pojawia się zróżnicowanie genetyczne. Wyróżnia się mechanizmy specjacji. Najczęstszy to specjacja allopatryczna, zachodząca u gatunków izolowanych geograficznie, czy to na skutek fragmentacji siedlisk, czy to migracje. Dobór w tych warunkach może prowadzić do bardzo szybkich zmian w wyglądzie i zachowaniu organizmów. Jako że dobór i dryf niezależnie działają na populację izolowaną od reszty gatunku, separacja może w końcu doprowadzić do powstania organizmów, które nie będą już w stanie krzyżować się z sobą.
Drugi mechanizm stanowi specjacja perypatryczna. Polega ona na izolacji niewielkiej grupy organizmów w nowym środowisku. Różnica dzieląca ją od specjacji allopatrycznej polega na znacznie mniejszej liczbie organizmów izolowanej populacji w porównaniu z populacją rodzicielską. Efekt założyciela powoduje szybką specjację po wzroście chowu wsobnego powodującym selekcję homozygot, co prowadzi do szybkich zmian genetycznych.
Trzeci mechanizm to specjacja parapatryczna. Przypomina on specjację perypatryczną w tym, że mała grupka osobników znajduje nowe siedlisko, jednakże w tym wypadku nie istnieje fizyczna bariera rozdzielająca organizmy tych dwu populacji. Zamiast tego specjacja pojawia się na skutek mechanizmów redukujących przepływ genów pomiędzy omawianymi populacjami. Ogólnie zachodzi po drastycznej zmianie środowiskowej w siedlisku populacji rodzicielskiej. Przykładu dostarcza trawa tomka wonna, która mogła przejść specjację parapatryczną w odpowiedzi na zlokalizowane skażenie metalem. Rośliny te wyewoluowały oporność na wysokie poziomy metali w glebie. Dobór przeciw krzyżowaniu się z wrażliwą na metal populacją rodzicielską doprowadził do stopniowych zmian w czasie kwitnienia opornych na metal roślin, co w końcu zaowocowało powstaniem całkowitej bariery rozrodczej. Selekcja przeciwko hybrydom dwu populacji może doprowadzić do wzmocnienia, ewolucji cech promujących rozród wewnątrz gatunku, jak rozsunięcie cech – oba gatunki stają się coraz bardziej różne od siebie nawzajem.

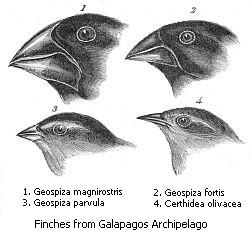
Izolacja geograficzna zięb Darwina na wyspach Galapagos doprowadziła do powstania ponad tuzina nowych gatunków

W końcu specjacja sympatryczna oznacza wyodrębnienie się gatunku bez izolacji geograficznej bądź zmiany w siedlisku. Ten rodzaj specjacji występuje rzadko, gdyż nawet niewielki przepływ genów może wyrównać różnice genetyczne pomiędzy częściami populacji. Zazwyczaj specjacja sympatryczna u zwierząt wymaga ewolucji zarówno różnic genetycznych, jak i nielosowego dobierania się w pary, by mogła wyewoluować izolacja rozrodcza.
Jeden z rodzajów specjacji sympatrycznej wymaga krzyżowania się osobników dwóch blisko spokrewnionych ze sobą gatunków, by powstał kolejny gatunek. U zwierząt zjawisko to nie występuje często, a powstałe w taki sposób zwierzęce krzyżówki są zazwyczaj niepłodne. Powodem jest to, że w trakcie mejozy chromosomy homologiczne każdej pary pochodzą z dwóch różnych gatunków, wobec czego nie mogą się dokładnie sparować. U roślin zjawisko takie notuje się częściej, ponieważ rośliny często podwajają swój garnitur chromosomów, tworząc poliploidy. Umożliwia to chromosomom każdego gatunku rodzicielskiego łączyć się ze sobą podczas mejozy, ponieważ od każdego z gatunków rodzicielskich pochodzi już para chromosomów. Przykładu takiej specjacji dostarczają Arabidopsis thaliana i Arabidopsis arenosa których krzyżowanie dało początek nowemu gatunkowi Arabidopsis suecica. Wydarzyło się to około 20 tys. lat temu, a proces specjacji udało się powtórzyć w laboratorium, co pozwoliło na zbadanie mechanizmów genetycznych zaangażowanych w ten proces. W rzeczy samej podwajanie liczny chromosomów w obrębie gatunku może być często przyczyną izolacji reprodukcyjnej, gdyż połowa podwojonej liczby chromosomów nie będzie mogła połączyć się podczas rozrodu z połową wyjściowej ich liczby.
Procesy specjacji są ważne w teorii przerywanej równowagi, odpowiadającej wzorcowi zapisu kopalnego, przedstawiającego krótkotrwałe wybuchy ewolucji przerywane względnie długimi okresami stazy, podczas których szczątki względnie nie przedstawiają zmian. Zgodnie z tą teorią specjacja wiąże się z szybką ewolucją, a dobór naturalny i dryf genetyczny działają najsilniej na organizmy przechodzące specjację w nowych siedliskach lub małych populacjach. W rezultacie okresy zastoju w zapisie kopalnym odpowiadają populacjom rodzicielskim, a organizmy przechodzące specjację i podlegające szybkiej ewolucji znajdują się w niewielkich populacjach na ograniczonych geograficznie siedliskach, wobec czego rzadko zachowują się jako skamieniałości.

### Wymieranie

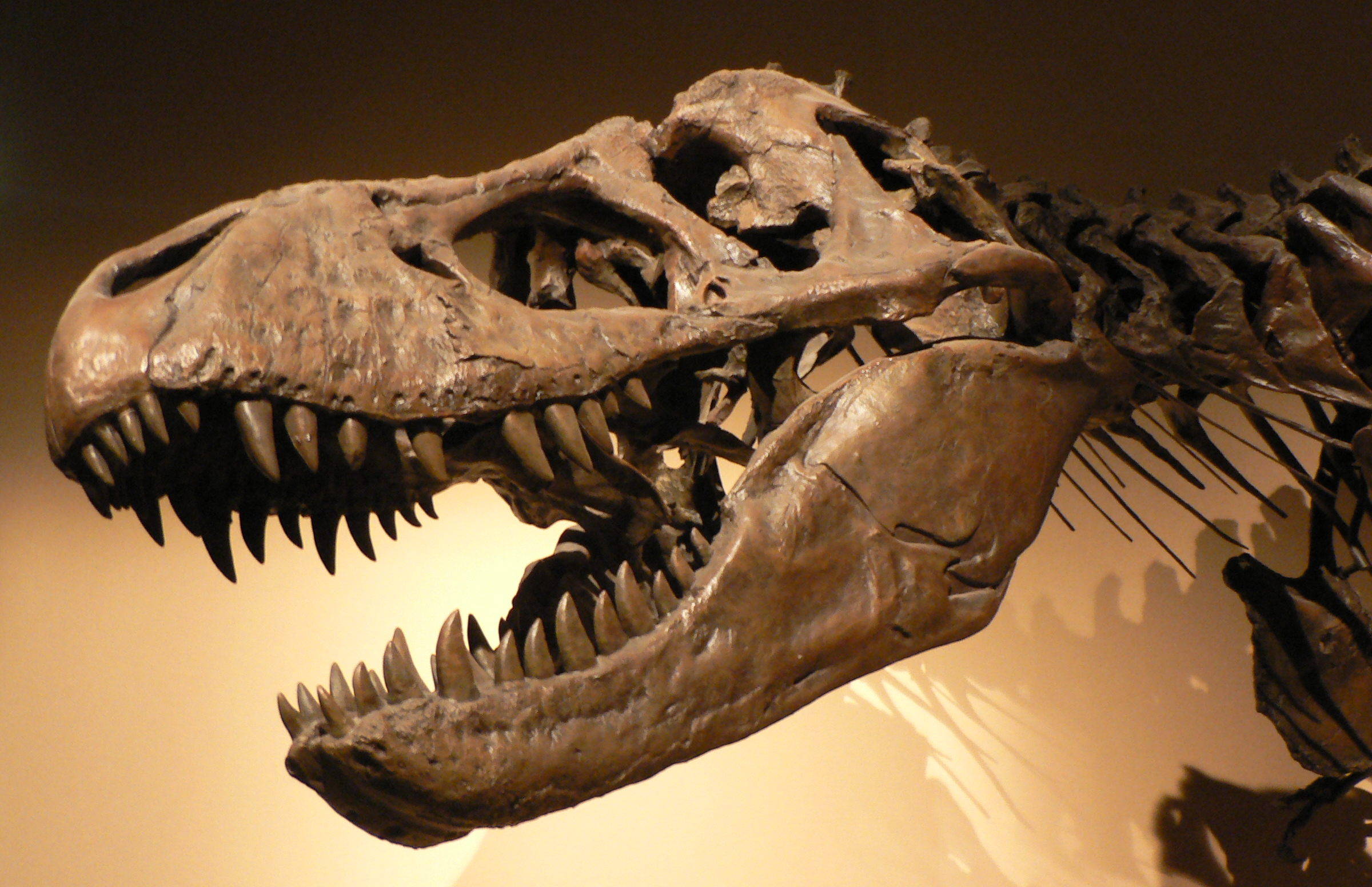
Nieptasie dinozaury wymarły z końcem kredy. Na zdjęciu powyżej tyranozaur

Wymieranie oznacza zniknięcie całego gatunku. Nie jest to wydarzenie niezwykłe, gatunki regularnie pojawiają się w procesie specjacji i zanikają, wymierając. Prawie wszystkie gatunki roślin i zwierząt żyjące kiedykolwiek na Ziemi są już wymarłe, a wyginięcie wydaje się być ostatecznie losem każdego gatunku. Wymierania zachodziły w sposób ciągły przez całą historię życia, choć tempo wymierania pikuje w epizodach masowego wymierania. Najlepiej znane jest wymieranie kredowe, podczas którego wymarły między innymi nieptasie dinozaury. Jednak znacznie poważniejsze było wcześniejsze wymieranie permskie, kiedy to wymarło szacunkowo 96% wszystkich gatunków morskich. Obecnie trwa wymieranie holoceńskie, związane z trwającą przez ostatnie kilka tysięcy lat ekspansją człowieka rozumnego. Obecne tempo wymierania przekracza 100–1000 razy bazowe tempo wymierania. Do połowy XXI wieku wyginąć może do 30% gatunków. Jego główną przyczynę stanowi aktywność ludzka; w przyszłości może przyśpieszyć je globalne ocieplenie.
Rola wymierania w ewolucji nie została jeszcze należycie zrozumiana. Może zależeć od rodzaju wymierania. Przyczyny ciągłego wymierania, obejmującego większość wymierań gatunków, mogą wynikać z konkurencji między gatunkami i ograniczonych zasobów (zasada Gausego). Jeśli jeden gatunek może wygrać konkurencję z drugim, powstaje dobór, w wyniku którego lepiej dostosowany gatunek przeżywa, a drugi wymiera. Przerywane masowe wymierania również są istotne. Nie działają jednak jako siła selekcyjna, ale drastycznie redukują różnorodność w sposób niespecyficzny gatunkowo, promując wybuchy szybkiej ewolucji i specjacji przetrwałych organizmów.

## Ewolucyjna historia życia

### Powstanie życia
Sama teoria ewolucji nie dotyczy powstania życia, zajmuje się tym teoria abiogenezy. Z historycznej perspektywy teoria Darwina doprowadziła do rozwoju tej drugiej.
Ziemia liczy sobie około 4,54 miliarda lat. Najwcześniejsze niedyskusyjne dowody istnienia życia na Ziemi datują się na co najmniej 3,5 miliarda lat, na czas eoarchaiku po rozpoczęciu się zestalania skorupy ziemskiej, ciekłej w poprzednim hadeiku. Skamieniałe pozostałości mat mikrobowych znaleziono w liczącym 3,48 miliarda lat piaskowcu w Australii Zachodniej. Inne wczesne dowody fizyczne na obecność substancji biogennej obejmują grafit sprzed 3,7 miliarda lat z przekształconych metamorficznie skał osadowych Grenlandii Zachodniej, jak też pozostałości materiału biotycznego sprzed 4,1 miliarda lat z Australii Zachodniej.
Powyżej 99% wszystkich gatunków żyjących kiedykolwiek na Ziemi, których liczbę szacuje się na ponad 5 miliardów, wyginęło. Szacunki liczby współczesnych gatunków podają od 10 do 15 milionów. Dotychczas udokumentowano około 1,2 miliona, natomiast powyżej 86% z nich jeszcze nie odkryto.
Cząsteczki samoreplikujące się powstały dzięki chemii wysokoenergetycznej około 4 miliardów lat temu, pół miliarda lat przed ostatnim uniwersalnym wspólnym przodkiem. Współczesny konsensus naukowy stanowi, że złożona biochemia, która dała początek życiu, powstała na skutek prostych reakcji chemicznych. Powstanie życia obejmowało rozwinięcie się samoreplikujących molekuł, jak RNA, oraz prostych komórek.

### Wspólne pochodzenie
Wszystkie zamieszkujące Ziemię organizmy pochodzą od jednego przodka czy wywodzą się z jednej puli genowej. Współczesne gatunki cały czas podlegają ewolucji, a ich różnorodność wynika z długiej serii specjacji, którym towarzyszyły wymierania. Istnienie wspólnego przodka organizmów wydedukowano wpierw z czterech prostych faktów. Po pierwsze rozmieszczenia geograficznego organizmów nie można wyjaśnić lokalną adaptacją. Po drugie różnorodności życia nie tworzy zbiór całkowicie unikatowych organizmów, jego elementy mają wspólne cechy (homologie). Po trzecie cechy szczątkowe bez jasnych funkcji przypominają funkcjonalne cechy organizmów ancestralnych. I w końcu organizmy można sklasyfikować w systemie hierarchicznym, przypominającym drzewo genealogiczne. Jednak współczesne badania zasugerowały, że z powodu poziomego transferu genów drzewo życia może być bardziej skomplikowane, nie zawierać tylko pojedynczych odgałęzień; niektóre geny rozprzestrzeniły się niezależnie w odległych od siebie grupach organizmów.

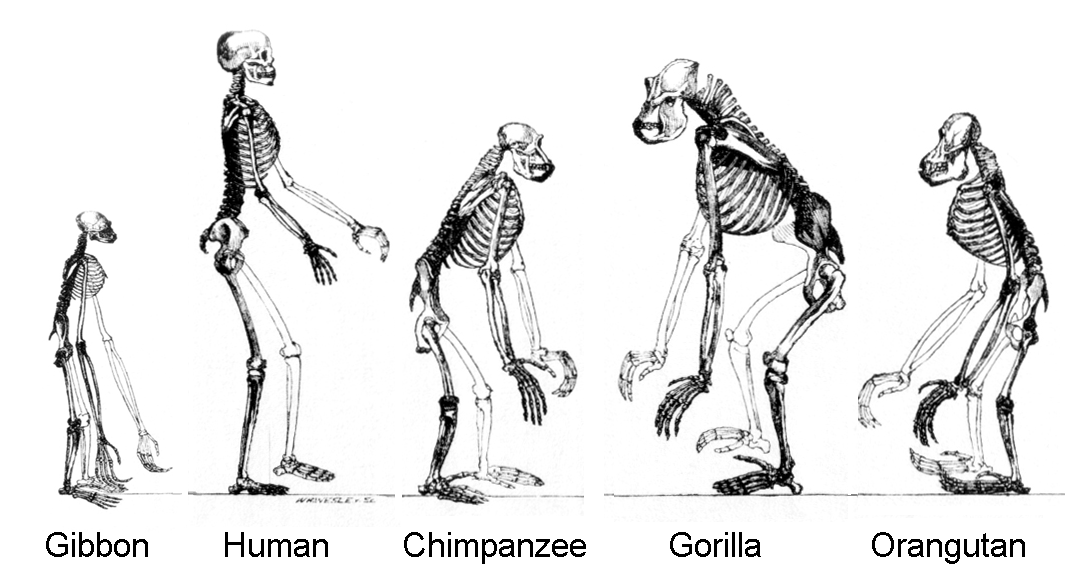
Wszystkie człekokształtne pochodzą od wspólnego przodka

Minione gatunki pozostawiły zapis kopalny swej historii ewolucyjnej. Skamieliny, razem z anatomią porównawczą współczesnych organizmów, tworzą zapis morfologiczny czy też anatomiczny.
Bardziej współczesne dowody na wspólne pochodzenie biorą się z badań wykazujących biochemiczne podobieństwa pomiędzy organizmami. Przykładowo wszystkie żywe komórki bazują na tym samym zbiorze nukleotydów i aminokwasów. Rozwój genetyki molekularnej ujawnił zapis ewolucji w genomie. Datowanie podziałów linii ewolucyjnych umożliwia zegar molekularny dzięki zachodzącym mutacjom. Na przykład porównania sekwencji DNA ujawniło, że ludzie i szympansy dzielą 96% genomu. Analizy kilku obszarów różniących te rodzaje pomogło rzucić światło na czas życia ostatniego wspólnego przodka tych rodzajów, żyjącego około 4 milionów lat temu.

### Ewolucja życia

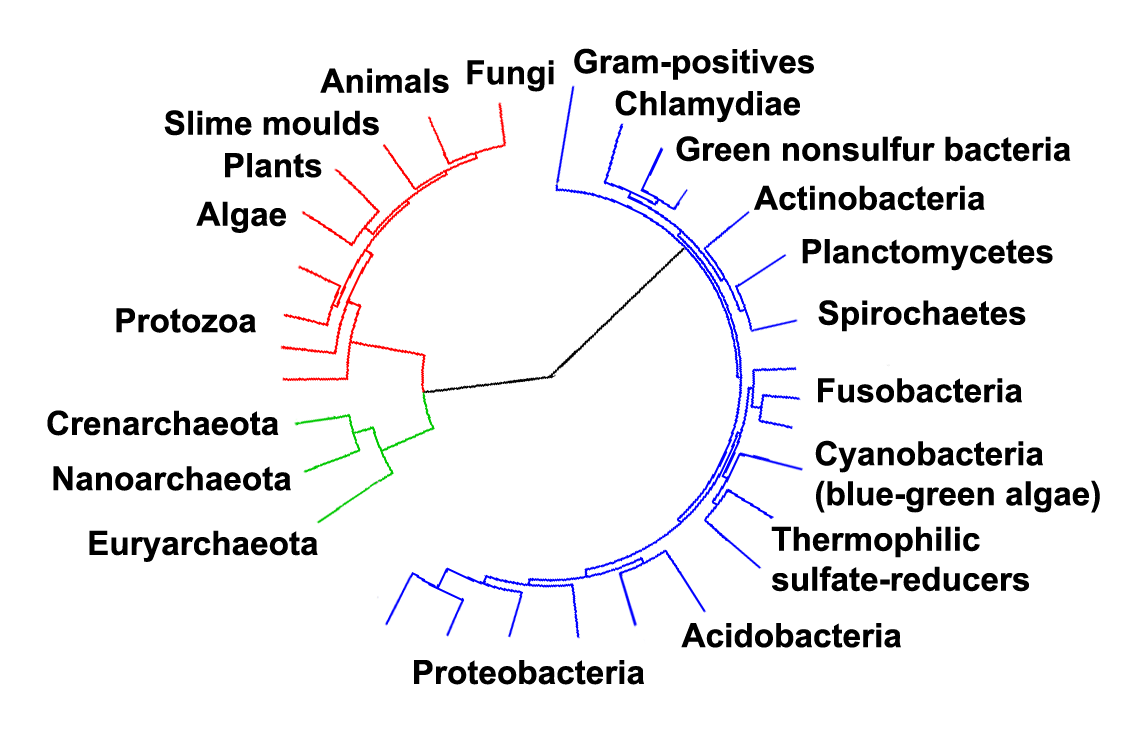
Ewolucyjne drzewo życia ukazuje wywodzenie się współczesnych gatunków z ich wspólnego przodka w środku. 3 domeny zaznaczono kolorami: bakterie – niebieskie, archeany – zielone, eukarionty – czerwone

Prokarioty pojawiły się na Ziemi około 3–4 miliardów lat temu. Przez następne kilka miliardów lat nie zaszła żadna oczywista zmiana ich morfologii czy też organizacji ich komórki. Komórka eukariotyczna powstała 1,6–2,7 miliarda lat temu. Ta duża zmiana struktury komórki zaszła, kiedy bakterie dostały się do wnętrza komórki i weszły z nią w związek zwany endosymbiozą. Wewnątrzkomórkowe bakterie i ich gospodarz przeszły koewolucję, w wyniku której bakterie przekształciły się w mitochondria lub hydrogenosomy. Z kolei dostanie się do wnętrza tych komórek organizmów przypominających sinice doprowadziło do powstania chloroplastów glonów i roślin.
Historia życia obejmowała jednokomórkowe eukarioty, prokarioty i archeony, zanim około 610 milionów lat temu (ediakar) w oceanach pojawiły się organizmy wielokomórkowe. Ewolucja wielokomórkowości nastąpiła wielokrotnie u tak różnych grup organizmów, jak gąbki, brunatnice, sinice, bakterie śluzowe. W styczniu 2016 doniesiono, że około 800 milionów lat temu niewielka zmiana genetyczna w pojedynczej cząsteczce GK-PID mogła umożliwić organizmom przejście od pojedynczej komórki do wielu komórek.
Niedługo po powstaniu pierwszych organizmów wielokomórkowych przez około 10 milionów lat znacząco wzrosła bioróżnorodność. Wydarzenie to określa się mianem eksplozji kambryjskiej. W zapisie kopalnym pojawiła się większość typów współczesnych zwierząt, a wraz z nimi wiele linii, które wyginęły. Rozważanych jest wiele czynników, które mogły wywołać eksplozję kambryjską, w tym akumulacja tlenu w atmosferze na skutek fotosyntezy.
Około 500 milionów lat temu rośliny i grzyby skolonizowały lądy. Niedługo później ich śladem podążyły stawonogi i inne zwierzęta. Owady odniosły wielki sukces ewolucyjny i do dziś stanowią większość gatunków zwierząt. Płazy pojawiły się około 364 miliony lat temu, następnie zaś wczesne owodniowce. 155 milionów lat temu wyewoluowały ptaki. Ssaki powstały około 129 milionów lat temu. Homininae pojawiły się około 10 milionów lat temu, a człowiek anatomicznie współczesny – 0,25 miliona lat temu. Pomimo ewolucji tych dużych zwierząt mniejsze organizmy żywe podobne do wczesnych form życia cały czas odnoszą sukces ewolucyjny i dominują na Ziemi, jako że większość biomasy tworzą prokarioty.

## Zastosowania
Koncepcje i modele wykorzystywane w biologii ewolucyjnej, jak dobór naturalny, mają wiele zastosowań.
Dobór sztuczny to celowa selekcja cech w danej populacji organizmów. Przez tysiąclecia wykorzystywano go w procesie udomawiania roślin i zwierząt. Bardziej współcześnie selekcja taka stała się ważną częścią inżynierii genetycznej. Geny selekcyjne (np. oporności na antybiotyki) służą w takich procesach do manipulacji DNA. Białka o cennych właściwościach wyewoluowały w powtarzanych cyklach mutacji i selekcji (na przykład zmodyfikowane enzymy i przeciwciała w procesie ewolucji kierowanej).
Zrozumienie zmian, które zaszły w organizmach podczas ich ewolucji, może ujawnić geny konieczne dla budowy części ciała, które mogą być zaangażowane w choroby genetyczne. Na przykład lustrzeń meksykański, albinotyczna ryba jaskiniowa, w procesie ewolucji utraciła oczy. Rozmnażanie ze sobą osobników z różnych populacji prowadzi czasami do powstania osobników z funkcjonalnymi oczami, jako że w izolowanych populacjach różnych jaskiń zaszły różne mutacje. Pomogło to zidentyfikować geny konieczne dla widzenia i pigmentacji.
Wiele chorób człowieka to nie stałe zjawisko, lecz podlegają one ewolucji. Wirusy, bakterie, grzyby i nowotwory ewoluują, wytwarzając oporność przeciw układowi odpornościowemu i lekom. Te same problemy pojawiają się w rolnictwie w przypadku pestycydów i herbicydów. Możliwe, że efektywne użytkowanie antybiotyków dobiega końca. Przewiduje się, że ewolucja i ewoluowalność patogenów wiążą się z koniecznością opracowywania strategii spowolnienia bądź przechytrzenia tego procesu, wymaga to jednak głębszej wiedzy o złożonych procesach rządzących ewolucją na poziomie cząsteczkowym.
W informatyce symulacje ewolucji z wykorzystaniem algorytmów ewolucyjnych i sztucznego życia rozpoczęły się w latach sześćdziesiątych XX wieku, rozwijano je, symulując dobór sztuczny. Sztuczna ewolucja stała się szeroko rozpowszechnionym sposobem optymizacji w efekcie prac Ingo Rechenberga w siódmej dekadzie XX wieku. Wykorzystał on strategie ewolucyjne do rozwiązywania złożonych problemów inżynieryjnych . Algorytmy genetyczne stały się popularne w szczególności dzięki dziełom Hollanda . Praktyczne aplikacje obejmują również automatyczną ewolucję programów komputerowych . Algorytmy ewolucyjne obecnie wykorzystywane są do rozwiązywania wielowymiarowych problemów wydajniej, niż oprogramowanie stworzone przez człowieka i optymalizują tworzenie systemów.

## Percepcja i krytyka teorii ewolucji

Ewolucję zaakceptowano szerzej w latach siedemdziesiątych XIX wieku. Karykatura Darwina z ciałem małpy zaczęła symbolizować ewolucję.

### Stopniowe przyjęcie ewolucji przez środowiska uczonych z nurtu chrześcijańskiego
W XIX wieku, szczególnie po publikacji On the Origin of Species w 1859, temat ewolucji stanowił najgłośniejsze zagadnienie w środowiskach naukowych Europy. Nie bez znaczenia były także filozoficzne, społeczne i teologiczne implikacje teorii Darwina. Jednym z ich krytyków był brytyjski biolog St. George Mivart, który napisał książkę On the Genesis of Species (O pochodzeniu gatunków). Z powodów religijnych, ale także rozumowych, odrzucił on m.in. pogląd o naturalnej selekcji. Pisał o tym, podsumowując wnioski płynące ze swej refleksji opisanej w książce:

...głębsze przemyślenie i bardziej uważne badanie ukazywało Autorowi teorię pana Darwina jako coraz bardziej niewystarczającą, jeśli chodzi o zachowanie i wzmocnienie początkowego, gatunkowego i rodzajowego charakteru cech. Twierdzenie, że te drobne, korzystne i nieokreślone różnice mogłyby wywołać tak szczególne formy i modyfikacje (...) zdaje się sprzeciwiać nie wyobraźni, lecz rozumowi.

Już reakcje na publikację Vestiges of the Natural History of Creation w 1844 r. pokazały, że największe kontrowersje w biologii ewolucyjnej budzi ewolucja człowieka – to, że człowiek dzieli wspólne pochodzenie z małpami człekokształtnymi. Możliwe konsekwencje dla ludzkiej moralności byłyby takie, że posiada ona takie same naturalne przyczyny, jak inne dziedziczne cechy występujące u wszystkich zwierząt . Rzeczywiście, jak zauważył Giorgio Manzi, mimo iż w The Origin of Species (1859 r.) Darwina, na temat człowieka znajduje się jedynie jedno zdanie pod koniec książki: „światło będzie rzucone na początek człowieka i jego historię”, ożywiona dyskusja zaczęła się toczyć nie na temat orchidei, zięb czy żółwi, lecz skupiła się na pokrewieństwie małp i człowiekowatych do Homo sapiens.
Współczesna synteza ewolucyjna doprowadziła do ujednolicenia biologii w okresie 1930–1950, co wiązało się z szerokim konsensusem w zakresie mechanizmów wywołujących zmiany ewolucyjne. Poszerzanie i rozwój wiedzy doprowadził takich autorów jak G.L. Stebbins, Th. Dobzhansky (genetycy), E. Mayr, J. Huxley (zoologowie), G. Gaylord Simpson, G.L. Jepsen (paleontolodzy), R.A. Fisher i S. Wright (genetycy matematyczni) do sformułowania w 1941 r. nowej wersji darwinizmu, w postaci współczesnej syntezy ewolucyjnej. Miała ona taką siłę, że stała się odtąd unikatową, jednoczącą zasadą biologii. Uczeni ci, oprócz tematów czysto biologicznych, w swych wypowiedziach na temat ewolucji zwracają się przeciw tradycyjnemu w kulturze europejskiej – ukształtowanej przez judeo-chrześcijaństwo – poglądowi o stworzeniu świata przez Boga. Uznają jednoznacznie, że powstanie życia jest skutkiem ślepych, przypadkowych procesów. Julian Huxley, odwracając obraz Boga, który stwarza człowieka mówił m.in. o Bogu stworzonym przez wyobraźnię człowieka. Również religię postrzegał jako produkt człowieka, mający zaspokoić odpowiednie jego potrzeby. Przewidywał też wytworzenie nowej religii, dostosowanej do mentalności ewolucjonistycznej:

Człowiek ewolucyjny nie może już nadal uciekać od swej samotności w ramiona istniejącego tylko w wyobraźni boskiego ojca, którego sam stworzył (...). Wizja ewolucyjna umożliwia nam dostrzeżenie, przynajmniej w zarysie, cechy nowej religii, jaka z pewnością powstanie, by zaspokajać potrzeby nadchodzącej epoki.

Najgłośniejszym współczesnym teoretykiem tego nurtu, świadomie podkreślającym ateistyczną interpretację teorii ewolucji, jest Richard Dawkins, który napisał m.in. Ślepy zegarmistrz, czyli jak ewolucja dowodzi, że świat nie został zaplanowany oraz Bóg urojony.

W dokumencie „Kościół wobec ewolucji” wydanym przez Radę Naukową Episkopatu Polski w listopadzie 2006, biskupi przywołują słowa Jana Pawła II z 1996 roku: „Nowe zdobycze nauki każą nam uznać, że teoria ewolucji jest czymś więcej niż hipotezą”. Krytykują też przedstawicieli „fideistycznego kreacjonizmu, którzy interpretują dosłownie biblijne opowiadanie o stworzeniu świata [...] i na tej podstawie kwestionują nauczanie o ewolucji w szkole”. Uznają też, że „fundamentalistyczny kreacjonizm nie jest zgodny z nauką katolicką”. 
Różne wyznania dokonały prób integracji ewolucji ze swoją doktryną religijną. Uznaje się, że niekoniecznie ewolucja musi wychodzić z przesłanek ateistycznych. Tak ujmuje ją tzw. teistyczny ewolucjonizm, który także wśród teologów katolickich znalazł umiarkowane poparcie.

### Opozycja kreacjonistów wobec teorii ewolucji
Tezy biologii ewolucyjnej są jednak nadal kwestionowane przez zwolenników inteligentnego projektu i innych wersji kreacjonizmu. Synteza ewolucyjna pozostaje sporna dla niektórych teistów  .
Istnieją dwa nurty kreacjonistów, które sprzeciwiają się teorii ewolucji. Pierwszy nurt to tzw. konkordyzm kreacjonistyczny, próbujący sformułować teorię powstania Ziemi, w całkowitej zgodności z literalnym odczytaniem pierwszych rozdziałów Księgi Rodzaju. Drugi nurt to tzw. kreacjonizm naukowy, rozwijający się w środowisku ortodoksyjnych protestantów drugiej połowy XX w. Wychodzili oni z przekonania, że Bóg objawił się w swoim Słowie, które należy przyjąć takim, jakie ono jest. Niewykluczone, że nauka kiedyś to Słowo potwierdzi. Z tego nurtu wyrósł następnie ruch inteligentnego projektu.
W niektórych krajach, zwłaszcza w USA, napięcia pomiędzy nauką a religią doprowadziły do konfliktu skupiającego się na polityce i edukacji publicznej. Chociaż inne dziedziny nauki, jak kosmologia czy nauki o Ziemi, również stoją w konflikcie z literalnym odczytem wielu tekstów religijnych, to antyewolucjonizm, z kreacjonizmem na czele, jest silny i dobrze zorganizowany.
Spór między kreacjonistami a ewolucjonistami rozpoczął się w latach dwudziestych XX wieku jako efekt uboczny konfliktu w ramach amerykańskiego protestantyzmu. Obóz określany jako fundamentaliści ukształtował się w efekcie historycznej krytyki Biblii, postępu technicznego i społecznego oraz wiedzy o ewolucji. Drugi obóz – moderniści – traktowali Biblię jako tekst alegoryczny. Konflikt wybuchł w pełni po I wojnie światowej, gdy polityk William Jennings Bryan uznał, że „darwinizm” był teoretyczną podstawą niemieckiego militaryzmu i jest zagrożeniem dla tradycyjnej religii i moralności. Efektem kampanii społecznej był zakaz nauczania o ewolucji w kilku stanach, a zagadnienia ewolucyjne szybko zniknęły z podręczników szkolnych. Nauczanie o ewolucji w amerykańskiej szkole pozostało rzadkością przez większą część pierwszej połowy XX wieku. Decyzja Scopes Trial z 1925 spowodowała, że wiedza o ewolucji stała się jeszcze większą rzadkością w podręcznikach biologii przez całe pokolenie, ale później była stopniowo przywracana. W latach pięćdziesiątych XX wieku strach przed technologiczną przewagą Związku Radzieckiego doprowadził do sfinansowania z budżetu federalnego nowych podręczników napisanych przez naukowców. Zawierały one ponownie wiedzę o ewolucji biologicznej. W 1968 biologia ewolucyjna została objęta ochroną prawną przez postanowienie w sprawie Epperson v. Arkansas. Odtąd konkurujące z ewolucjonizmem wierzenia religijne, a więc kreacjonizm, zostały prawnie wycofane ze szkół drogą różnych postanowień w latach siedemdziesiątych i osiemdziesiątych XX wieku. Powróciły jednak w pseudonaukowej formie inteligentnego projektu, by zostać wycofane raz jeszcze w 2005 po sprawie Kitzmiller v. Dover Area School District.

### Kwestia przypadkowości ewolucji
Ewolucja wcale nie musi zwiększać złożoności. Celowościowa, uporządkowana wizja przyrody przemawiała i przemawia zarówno do filozofów, jak i przyrodników. Pod koniec XIX wieku Hugh Miller proponował jako cel ewolucji centralną pozycję ssaków wśród istot żywych. Teorie ortogenezy, jednej linii rozwojowej, stanowiły, że dany gatunek ewoluuje w określonym kierunku. Negowały one rolę doboru w ewolucji, nie proponowały jednak w zamian żadnego mechanizmu mającego wyjaśniać postulowane procesy. Wiedeński duchowny i teolog Christoph Schönborn w artykule zamieszczonym w dzienniku New York Times w 2005 r. sugeruje, że ślepa selekcja nie jest wystarczającym wyjaśnieniem skomplikowanych procesów, które nauka dostrzega w organizmach żywych i trzymanie się tej teorii przeczy faktom i wypływa z postaw ideowych, a nie naukowych:

Ewolucja w sensie neodarwinowskim – jako niekierowany, nieplanowany proces przypadkowych zmian i naturalnej selekcji – nie jest /prawdziwa/. Każdy system myśli, który zaprzecza lub dąży do opacznego wyjaśnienia przytłaczających dowodów na rzecz istnienia projektu w biologii jest ideologią, a nie nauką.

Według Schönborna świat nie przedstawia chaosu lub przypadku; celowość i plan są zbyt dobrze widoczne i potwierdzone przez naukę, na co mogą się w jego opinii zgodzić nie tylko wierzący, ale i ateiści. W odpowiedzi na dyskusję, którą wywołał jego głos w nowojorskiej gazecie, Schönborn wygłosił w katedrze wiedeńskiej cykl katechez, w których wyjaśnił swoje przekonanie o możliwości odnalezienia racjonalnego porządku w historii świata i życia. Zostały opublikowane w książce, wydanej także w języku polskim, pt. Cel czy przypadek? Dzieło stworzenia i ewolucja z punktu widzenia racjonalnej wiary . Jego poglądy stoją w sprzeczności z poglądami niektórych innych myślicieli. Na przykład Michał Heller zwraca uwagę na ważne miejsce przypadku w działaniu świata, stanowiącego jego integralną część, podlegającego działaniu praw rządzących tym światem i opisywalnego matematycznie.

### Zasady termodynamiki a ewolucja
Argumentem stosowanym przeciw ewolucji, popularyzowanym przez Kenta Hovinda, jest stwierdzenie jakoby druga zasada termodynamiki przeczyła ewolucji. W rzeczywistości żadna sprzeczność nie występuje, ponieważ Ziemia dostaje energię ze Słońca. Gdyby traktować Ziemię jako układ izolowany, kryształki minerałów i płatki śniegu również byłyby niemożliwe, ponieważ one również są złożonymi strukturami, które tworzą się samoistnie z nieuporządkowanych części.